# Hokkaidō
Hokkaido (北海道 (Bắc Hải Đạo) Hokkaidō, tiếng Nhật: [hokːaꜜidoː] ⓘ; tiếng Ainu: アィヌ・モシㇼ, đã Latinh hoá: aynu mosir), tên trước đây Ezo, Yezo, Yeso, Yesso là đảo lớn thứ hai của Nhật Bản. Về mặt hành chính, Hokkaido đóng vai trò như một vùng địa phương kiêm tỉnh đạo lớn nhất Nhật Bản, và là tỉnh duy nhất mang tên hành chính là "Đạo" trong Đô Đạo Phủ Huyện.
Hokkaidō nằm ở phía Bắc Nhật Bản, ngăn cách với đảo Honshu bởi eo biển Tsugaru. Người Nhật đã nối liền hai hòn đảo này với nhau bằng đường hầm Seikan. Sapporo là thành phố lớn nhất (đô thị cấp quốc gia của Nhật Bản) đồng thời là trung tâm hành chính ở đây. Khoảng 43 km về phía bắc của Hokkaido là đảo Sakhalin, Nga. Về phía đông và đông bắc của nó là quần đảo Kuril đang tranh chấp.

## Tên gọi

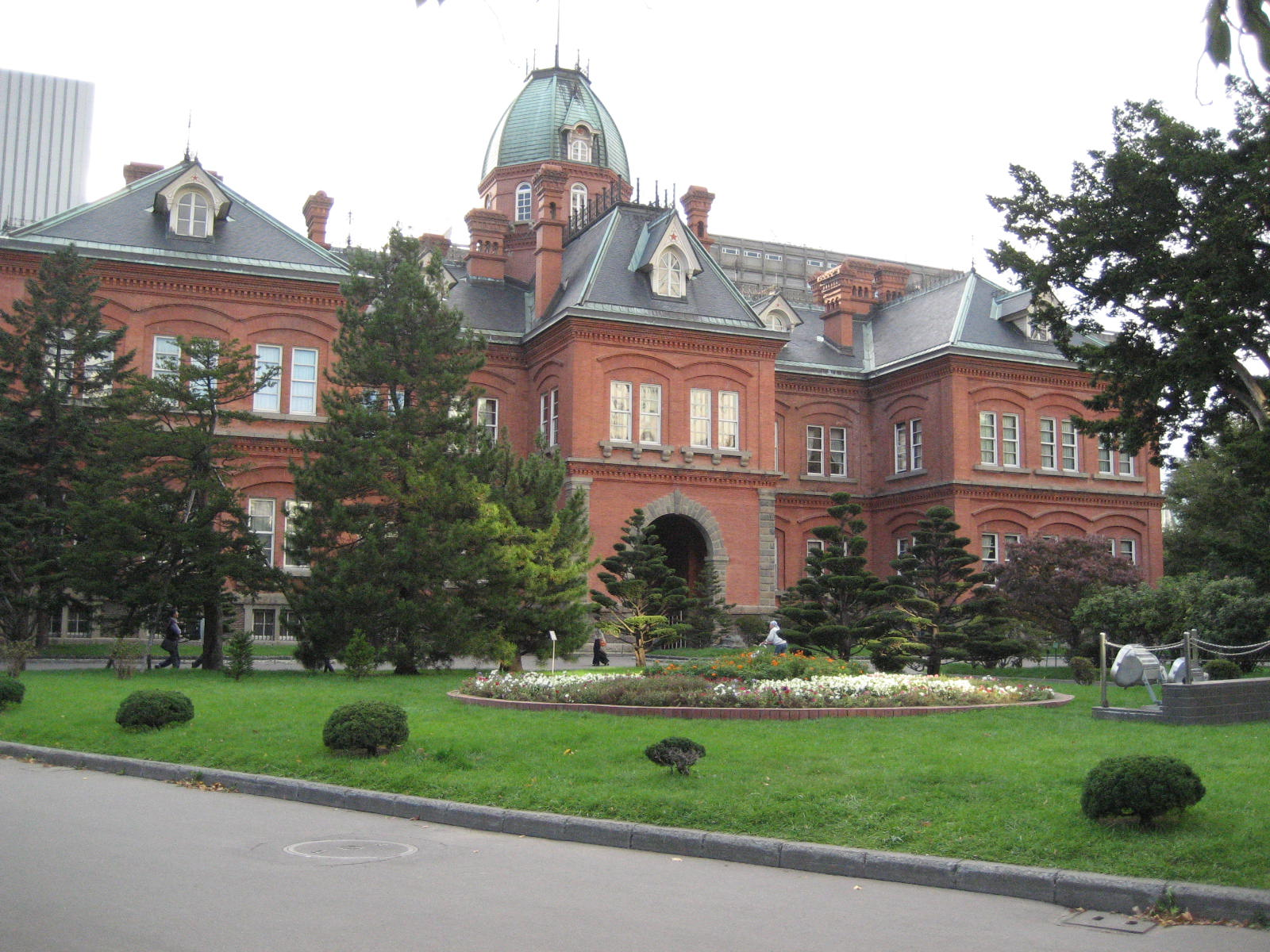
Văn phòng chính phủ cũ của Hokkaidō ở Chūō-ku, Sapporo

Khi thành lập Hội đồng Phát triển (開拓使 (Khai thác sứ) Kaitaku-shi), chính quyền Minh Trị đã giải quyết việc đổi tên Ezochi. Matsuura Takeshiro đệ trình 6 tên gọi, bao gồm các tên như Kaihokudō (海北道 (Hải Bắc Đạo)) và Hokkaidō (北加伊道 (Bắc Gia Ý Đạo)) tới chính quyền Trung ương. Chính phủ cuối cùng chọn tên Hokkaidō, nhưng chuyển cách viết thành 北海道 (Bắc Hải Đạo), một giải pháp thỏa hiệp với cả tên gọi 海北道 (Hải Bắc Đạo) và cũng bởi để tương đồng với các tên gọi như Tokaidō (東海道 (Đông Hải Đạo)). Theo Matsuura, tên gọi đó được nghĩ tới bởi người Ainu gọi vùng này là Kai. Về mặt lịch sử, nhiều dân tộc có liên hệ với tổ tiên của người Ainu đã gọi dân tộc này và hòn đảo của họ (tức Hokkaido ngày nay) là Kuyi, Kuye, Qoy hoặc các tên tương đương, các tên gọi này cũng có thể có liên hệ đến tên gọi Kai. Từ Kai cũng có sự tương đồng lớn với cách đọc Hán-Hòa của chữ 蝦夷 (Hán-Hòa: /ka.i/, tiếng Nhật: Ezo hay Shuui), chữ này được sử dụng trên một nghìn năm ở Trung Quốc và Nhật Bản như là chữ chính thức được dùng để chỉ người Ainu và các dân tộc liên quan; có thể Kai của Matsuura thực sự là một sự thay đổi, bị ảnh hưởng bởi cách đọc 蝦 夷 Ka-i của người Nhật gốc Nivkh cho người Ainu với tên là Qoy or phát âm tiếng Gilyak: [kʰuɣɪ].
Không có tên của người Ainu đặt cho đảo Hokkaido. Tuy nhiên, người Ainu đã có một tên cho tất cả các lãnh thổ của họ, bao gồm Hokkaido cùng với Quần đảo Kuril, Sakhalin và một phần của miền bắc Honshu, đó là Aynu Mosir (アィヌ・モシリ), một cái tên được người Ainu hiện đại dùng để chỉ quê hương truyền thống của họ. "Ainu Mosir" dịch theo nghĩa đen là "Vùng đất nơi người (Ainu) sống" và theo truyền thống được sử dụng để tương phản với Kamuy Mosir, "Vùng đất của Kamuy (linh hồn)".
Vào năm 1947, Hokkaido đã trở thành một tỉnh chính thức, nhưng hậu tố -ken không bao giờ được thêm vào tên của nó, vì vậy hậu tố -dō được hiểu là "quận". "Hokkaido-ken" (nghĩa đen là "Tỉnh Bắc Hải Đạo"), do đó, về mặt thuật ngữ là dư thừa, nhưng đôi khi nó được sử dụng để phân biệt chính quyền trên đảo với chính hòn đảo. Chính quyền tỉnh tự gọi mình là "Chính quyền Hokkaido" chứ không phải là "Chính quyền tỉnh Hokkaido".

## Lịch sử
Văn hóa Jomon và lối sống săn bắn hái lượm phát triển mạnh ở Hokkaido, bắt đầu từ hơn 15.000 năm trước. Đối lập với đảo Honshu, Hokkaido đã không có xung đột trong khoảng thời gian này. Niềm tin của Jomon vào các linh hồn tự nhiên được lý thuyết hóa là nguồn gốc của tâm linh người Ainu. Bắt đầu từ 2000 năm trước, hòn đảo đã chuyển hướng sang Yayoi và phần lớn dân số của đảo chuyển từ săn bắn và hái lượm và hướng tới nông nghiệp.
Nhật Bản thư kỷ, hoàn thành vào năm 720 sau Công nguyên, thường được cho là lần đầu tiên nhắc đến Hokkaido trong lịch sử được ghi lại. Theo văn bản, Abe no Hirafu dẫn một lực lượng hải quân và quân đội lớn đến các khu vực phía bắc từ 658 đến 660 và tiếp xúc với Mishihase và Emishi. Một trong những nơi Hirafu đã đến được gọi là Watarishima (渡島 (Độ Đảo)), thường được cho là Hokkaido ngày nay. Tuy nhiên, nhiều giả thuyết tồn tại liên quan đến các chi tiết của sự kiện này, bao gồm cả vị trí của Watarishima và niềm tin chung rằng Emishi ở Watarishima là tổ tiên của người Ainu ngày nay.
Trong thời kỳ Nara và Heian (710-1185), người dân ở Hokkaido đã tiến hành giao thương với tỉnh Dewa, một tiền đồn của chính quyền trung ương Nhật Bản. Từ thời trung cổ, người dân ở Hokkaido bắt đầu được gọi là Ezo. Hokkaido sau đó được biết đến như là Ezochi (蝦夷地 lit. "Vùng đất Ezo") hay Ezogashima (蝦夷ヶ島 lit. "Đảo của người Ezo"). Người Ezo chủ yếu dựa vào săn bắn và câu cá và kiếm được gạo và sắt thông qua thông thương với người Nhật.
Trong thời Muromachi (1336-1573), người Nhật đã tạo ra một khu định cư ở phía nam bán đảo Oshima. Khi nhiều người chuyển đến khu định cư để tránh các trận chiến, tranh chấp nảy sinh giữa người Nhật và người Ainu. Các tranh chấp cuối cùng đã phát triển thành một cuộc chiến. Takeda Nobuhiro giết thủ lĩnh Ainu, Koshamain, và đánh bại phe đối lập vào năm 1457. Hậu duệ của Nobuhiro trở thành người cai trị của Matsumae-han, được trao quyền thương mại độc quyền với người Ainu trong thời Azuchi-Momoyama và Edo (1568-1868). Nền kinh tế của gia đình Matsumae dựa vào thương mại với người Ainu. Họ nắm quyền ở phía nam Ezochi cho đến cuối thời Edo năm 1868.

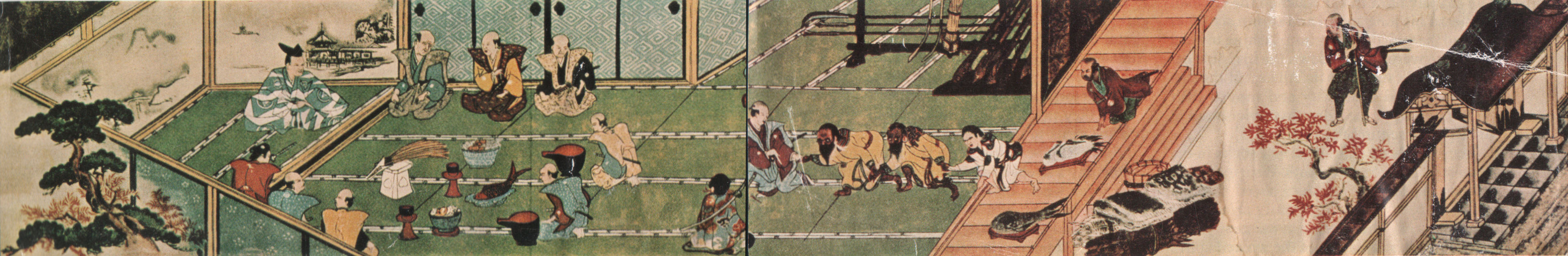
Lễ mừng cung điện mới gần Hakodate vào năm 1751. Ainu mang quà tặng đến.

Sự cai trị của bộ tộc Matsumae đối với người Ainu phải được hiểu trong bối cảnh sự bành trướng của nhà nước phong kiến Nhật Bản. Các nhà lãnh đạo quân sự thời trung cổ ở phía bắc Honshū (ví dụ: Bắc Fujiwara, tộc Akita) chỉ duy trì mối quan hệ chính trị và văn hóa ít với triều đình và các mạc phủ, Mạc phủ Kamakura và Mạc phủ Ashikaga. Những kẻ mạnh thời phong kiến đôi khi tự đặt mình trong trật tự thể chế thời trung cổ, lấy các danh hiệu shogun, trong khi ở những thời điểm khác, họ cho rằng những danh hiệu dường như mang lại cho họ một bản sắc không phải người Nhật. Trên thực tế, nhiều kẻ mạnh thời phong kiến đã xuất thân từ các nhà lãnh đạo quân sự Emishi, người đã bị đồng hóa vào xã hội Nhật Bản. Gia tộc Matsumae thuộc gốc Yamato giống như những người dân tộc khác như người Nhật, trong khi người Emishi ở phía bắc Honshu là một nhóm đặc biệt liên quan đến người Ainu. Emishi đã bị chinh phục và hòa nhập vào nhà nước Nhật Bản có từ thế kỷ thứ 8, và kết quả là bắt đầu mất đi văn hóa và sắc tộc đặc sắc của họ khi họ trở thành thiểu số. Vào thời điểm gia tộc Matsumae cai trị Ainu, hầu hết các Emishi đều bị pha trộn về mặt dân tộc và gần gũi với Nhật Bản hơn so với Ainu. Điều này phù hợp với lý thuyết "biến đổi" rằng các dân tộc bản địa thời Jōmon đã thay đổi dần dần bằng việc truyền những người nhập cư Yayoi vào Tōhoku thay vì lý thuyết "thay thế" đặt ra rằng Jōmon đã được thay thế bởi một dân tộc khác (Yayoi).

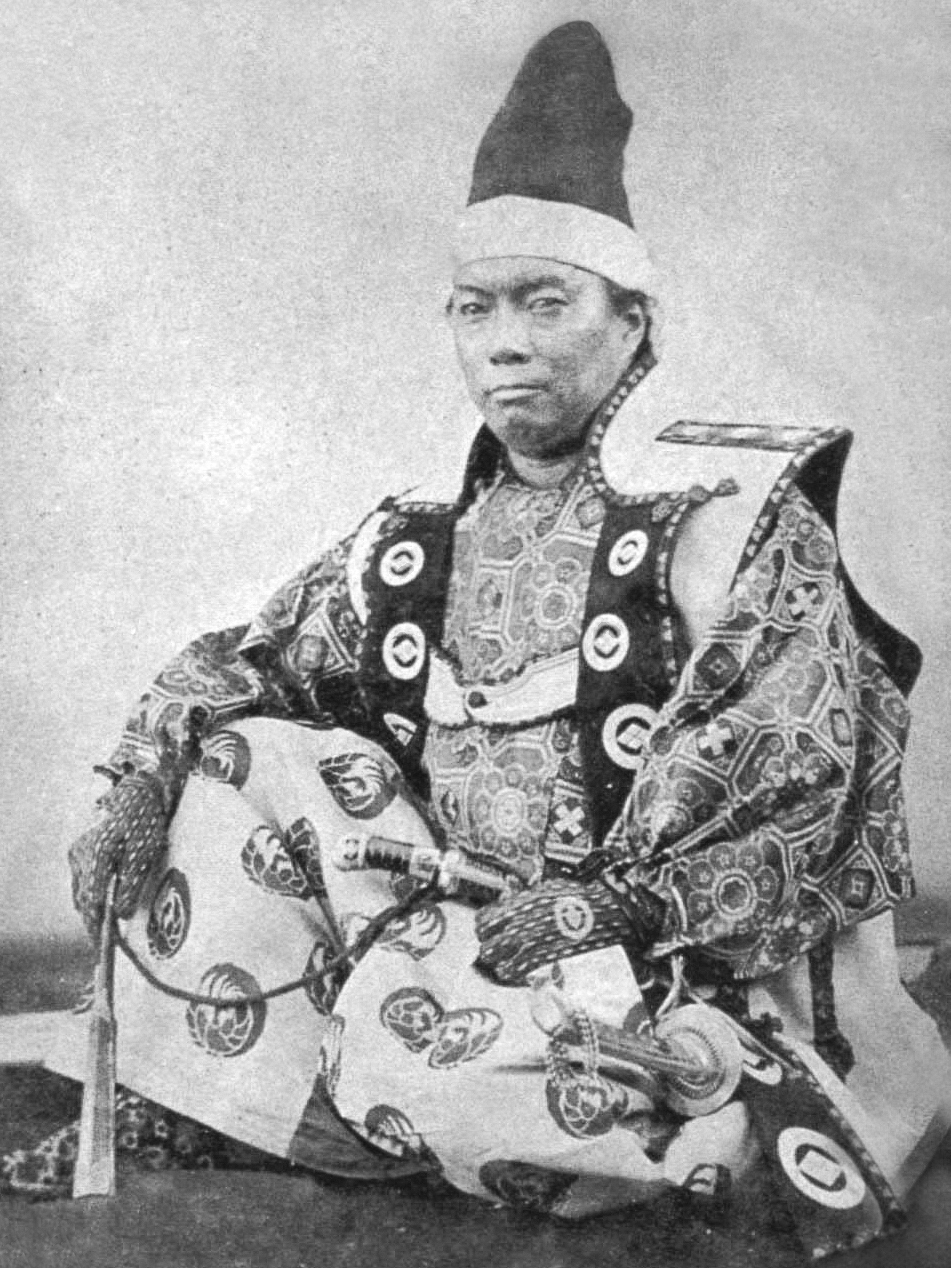
Matsumae Takahiro, một lãnh chúa Matsumae vào cuối thời kỳ Edo. 10 tháng 12 năm 1829 - 9 tháng 6 năm 1866

Có rất nhiều cuộc nổi dậy của người Ainu chống lại sự cai trị của phong kiến. Cuộc kháng chiến quy mô lớn cuối cùng là Cuộc nổi dậy của Shakushain năm 1669-1672. Năm 1789, một phong trào nhỏ hơn, cuộc nổi loạn Menashi dòng Kunashir, cũng bị dẹp tan. Vào năm 1799-1821 và 1855-1858, Mạc phủ Edo nắm quyền kiểm soát trực tiếp ở Hokkaido để đối phó với mối đe dọa từ Nga.
Do Minh Trị Duy tân, Mạc phủ Tokugawa cần thiết phải chuẩn bị phòng thủ ở phía bắc chống lại một cuộc xâm lược có thể của Nga và chiếm quyền kiểm soát hầu hết Ezochi. Mạc phủ làm cho cuộc sống của Ainu dễ dàng hơn một chút, nhưng không thay đổi hình thức cai trị chung.
Hokkaido được gọi là Ezochi cho đến khi cuộc Minh Trị Duy tân bắt đầu. Không lâu sau chiến tranh Boshin năm 1868, một nhóm những người trung thành với Tokugawa do Enomoto Takeaki lãnh đạo đã tạm thời chiếm đảo (chính thể thường được gọi là Cộng hòa Ezo), nhưng cuộc nổi loạn đã bị dẹp tan vào tháng 5 năm 1869. Ezochi sau đó nằm dưới kiểm soát của phủ Hakodate (箱館府). Khi thành lập Hội đồng Phát triển (開拓使 (Khai thác sứ) Kaitaku-shi), Chính phủ Minh Trị đã giới thiệu một tên mới. Sau năm 1869, hòn đảo phía bắc Nhật Bản được gọi là Hokkaido; và các phân khu được thành lập, bao gồm các tỉnh Oshima, Shiribeshi, Iburi, Ishikari, Teshio, Kitami, Hidaka, Tokachi, Kushiro, Nemuro và Chishima.

Goryōkaku

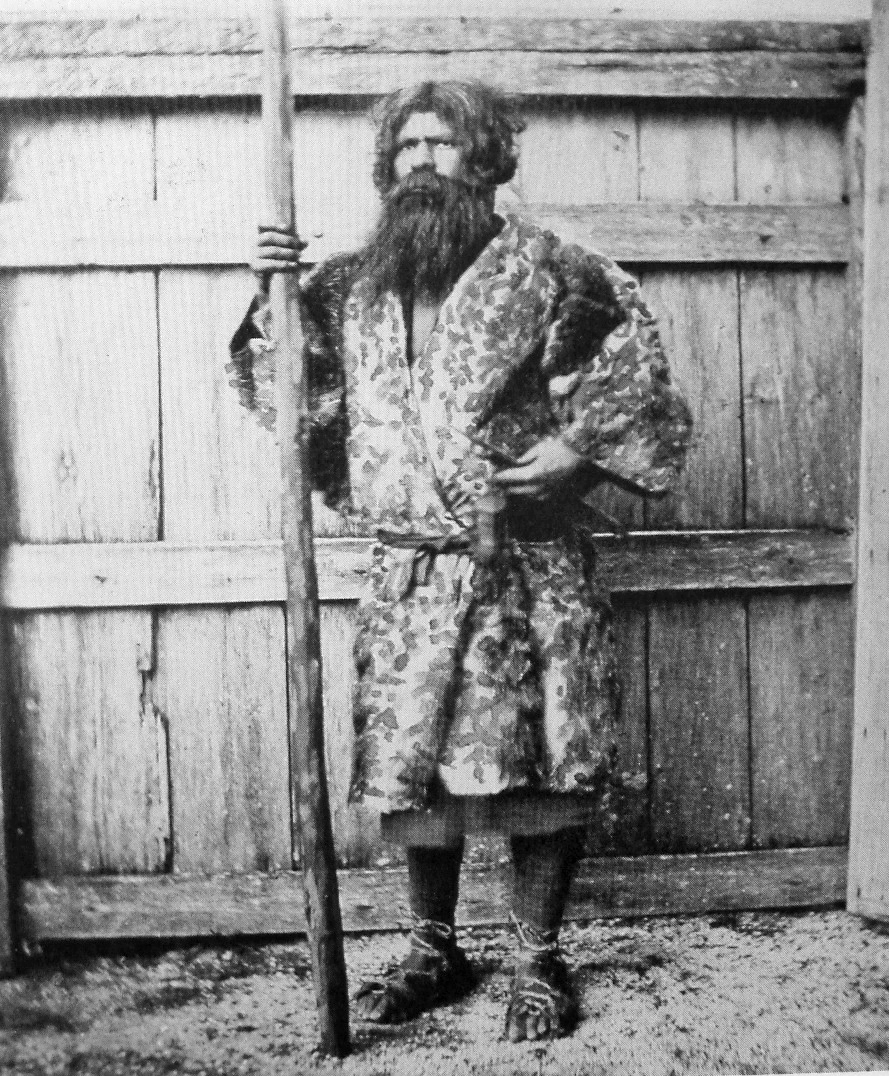
Ainu, người bản địa Hokkaido

Mục đích chính của Hội đồng Phát triển là bảo đảm Hokkaido trước khi người Nga mở rộng quyền kiểm soát Viễn Đông gồm Vladivostok. Kuroda Kiyotaka được giao phụ trách liên doanh. Bước đầu tiên của ông là hành trình đến Hoa Kỳ và tuyển mộ Horace Capron, Ủy viên Nông nghiệp của Tổng thống Grant. Từ năm 1871 đến 1873, Capron đã nỗ lực hết mình để khai thác nông nghiệp kiểu phương Tây với kết quả thành công thấp. Capron, thất vọng với những trở ngại cho những nỗ lực của mình nên trở về quê nhà vào năm 1875. Năm 1876, William S. Clark đến để tìm một trường cao đẳng nông nghiệp ở Sapporo. Mặc dù chỉ còn một năm, Clark đã để lại ấn tượng lâu dài ở Hokkaido, truyền cảm hứng cho người Nhật bằng những lời dạy về nông nghiệp cũng như Kitô giáo. Câu nói chia tay của anh, "Các chàng trai, hãy tham vọng!", Có thể được tìm thấy trên các tòa nhà công cộng ở Hokkaido cho đến ngày nay. Dân số Hokkaido đã bùng nổ từ 58.000 đến 240.000 trong thập kỷ đó.
Năm 1882, Hội đồng Phát triển đã bị bãi bỏ. Giao thông trên đảo vẫn còn kém phát triển, do đó, nó bị chia thành nhiều "phó tỉnh" (支庁 shichō), tên là tỉnh Hakodate (函館県 Hakodate-ken), tỉnh Sapporo (札幌県 Sapporo-ken), và tỉnh Nemuro (根室県 Nemuro-ken), điều đó giúp hoàn thành nghĩa vụ hành chính của chính quyền tỉnh và kiểm soát chặt chẽ hòn đảo đang phát triển. Năm 1886, ba tỉnh bị hạ cấp và Hokkaido được đặt dưới quyền của Cơ quan Hokkaido (北海道庁 Hokkaidō-chō). Những phó tỉnh này vẫn tồn tại cho đến ngày nay, mặc dù chúng có quyền lực ít hơn nhiều so với trước đây và trong Thế chiến II; bây giờ chúng tồn tại chủ yếu để xử lý các thủ tục giấy tờ và các chức năng quan liêu khác.
Trong giữa tháng 7 năm 1945, các thành phố và các cơ sở quân sự ở Hokkaido đã bị tấn công bởi Lực lượng đặc nhiệm 38 của Hải quân Hoa Kỳ. Vào ngày 14 và 15 tháng 7, máy bay hoạt động từ tàu sân bay của lực lượng đặc nhiệm đã đánh chìm và làm hư hại một số lượng lớn tàu tại các cảng dọc theo bờ biển phía nam của Hokkaido cũng như ở phía bắc Honshu. Ngoài ra, vào ngày 15 tháng 7, một lực lượng gồm ba tàu chiến và hai tàu tuần dương hạng nhẹ bắn phá thành phố Muroran.[19][19][19] Trước khi Nhật Bản đầu hàng, Liên Xô đã chuẩn bị cho một cuộc xâm lược Hokkaido, nhưng Tổng thống Harry Truman đã nói rõ rằng việc đầu hàng của Nhật Bản sẽ được thực hiện bởi tướng MacArthur theo Tuyên bố Cairo 1943.
Hokkaido trở nên bình đẳng với các tỉnh khác vào năm 1947, khi Luật tự trị địa phương sửa đổi có hiệu lực. Chính phủ trung ương Nhật Bản thành lập Cơ quan Phát triển Hokkaido (北海道開発庁 Hokkaidō Kaihatsuchō) với tư cách là một cơ quan của Văn phòng Thủ tướng vào năm 1949 để duy trì quyền hành pháp ở Hokkaido. Cơ quan đã được Bộ Đất đai, Cơ sở hạ tầng và Giao thông vận tải[19] sáp nhập vào năm 2001. Cục Hokkaido (北海道局 Hokkaidō-kyoku) và Cục Phát triển vùng Hokkaido (北海道開発局 Hokkaidō Kaihatsukyoku) vẫn có ảnh hưởng mạnh mẽ đến các dự án xây dựng công cộng ở Hokkaido.

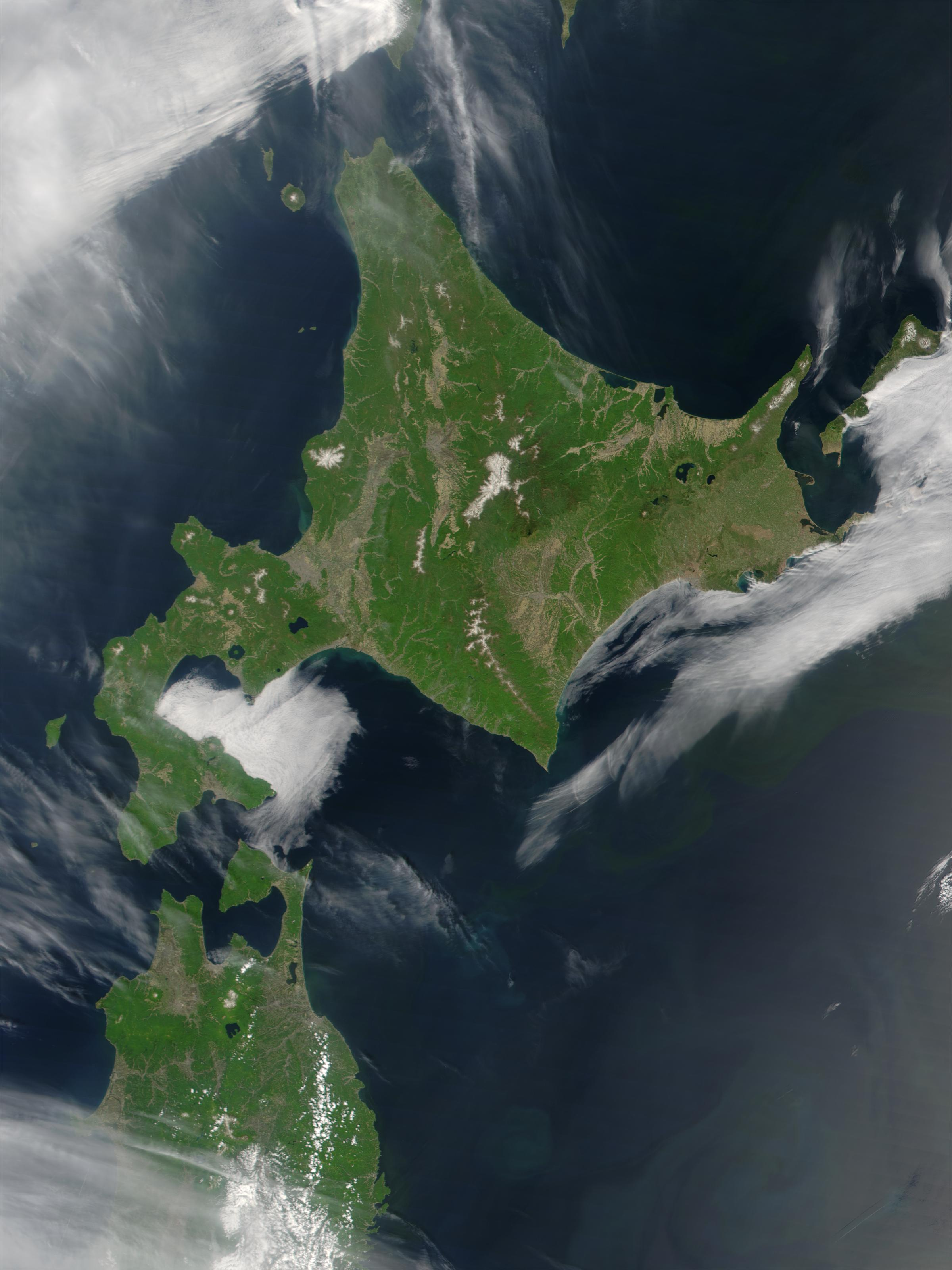
Hokkaido nhìn từ vệ tinh

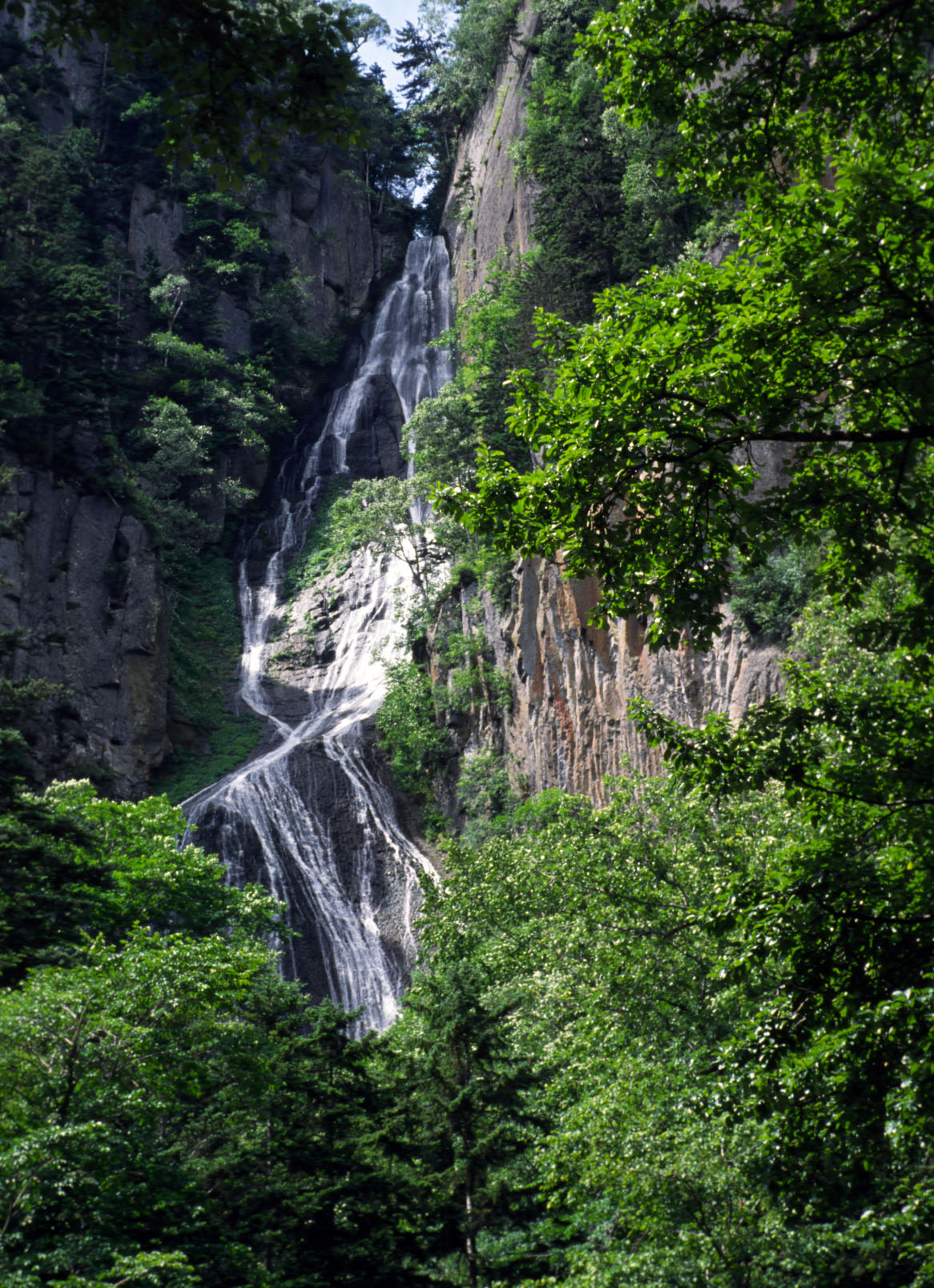
Sōunkyō, một hẻm núi trong khu vực núi lửa Daisetsu-zan.

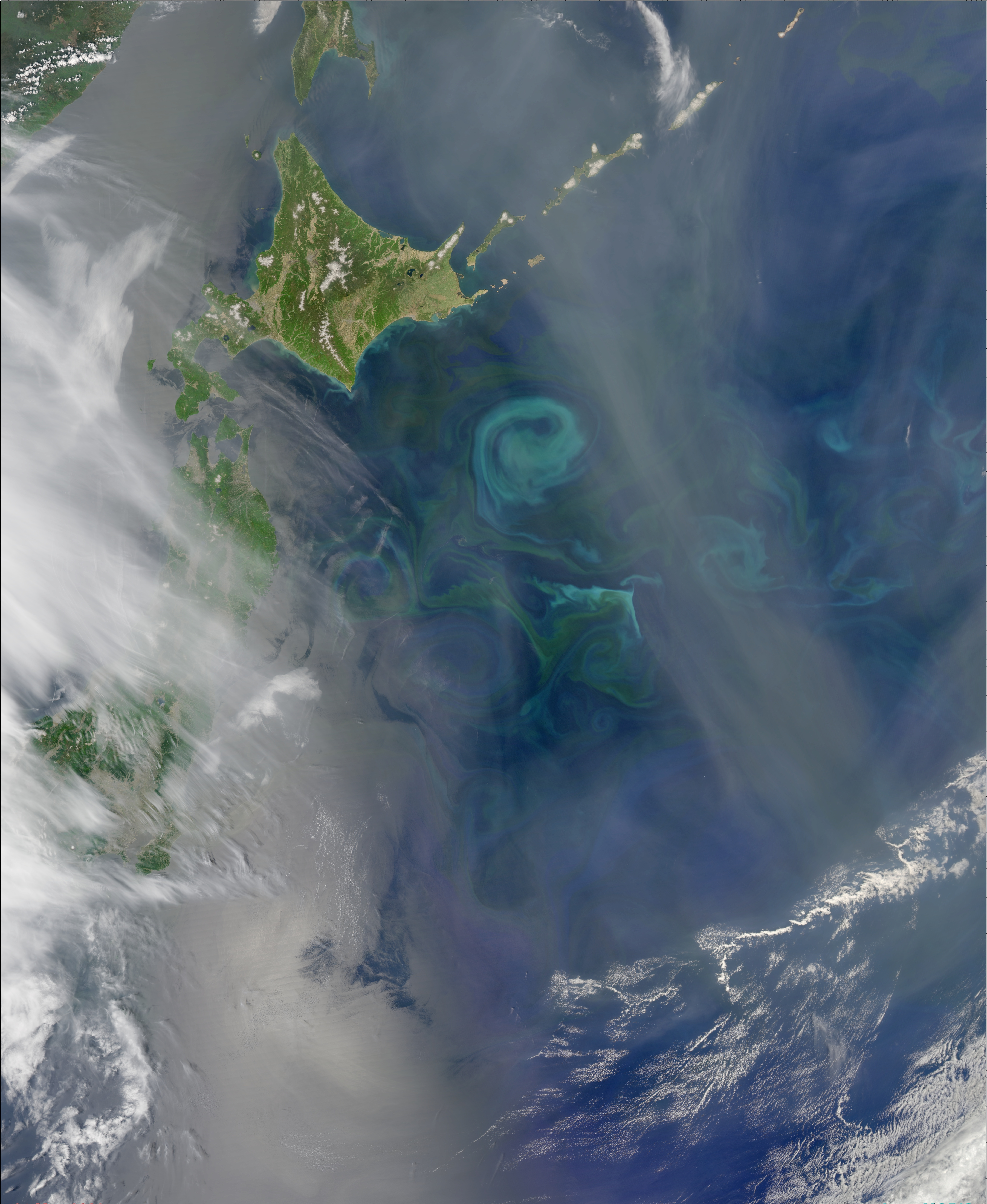
Hải lưu Oyashio tiếp xúc với hải lưu Kuroshio ngoài khơi Hokkaido. Khi hai dòng hải lưu tiếp xúc, chúng tạo ra xoáy nước. Thực vật phù du phát triển trong vùng nước bề mặt tập trung dọc theo rìa của các xoáy nước này giúp chúng ta nhìn các chuyển động của nước rõ hơn.

Hòn đảo Hokkaido nằm ở viễn bắc của Nhật Bản, gần với lãnh thổ Nga. Hokkaido giáp với Biển Nhật Bản, Biển Okhotsk và Thái Bình Dương. Trung tâm của đảo có một số núi và cao nguyên núi lửa, còn lại chủ yếu là đồng bằng ven biển. Các thành phố chính của Hokkaido là Sapporo và Asahikawa nằm ở khu vực trung tâm và thành phố cảng Hakodate nằm đối diện với đảo Honshu.
Địa giới hành chính của tỉnh Hokkaido cũng bao gồm một số đảo nhỏ như Rishiri, Okushiri và Rebun. Chính phủ Nhật cũng xếp 4 đảo Nam Kuril trực thuộc tỉnh Hokkaido. Bởi vì chữ "dō" trong tên gọi của tỉnh đã có nghĩa là "đạo" nên hiếm khi Hokkaido được gọi là "Tỉnh Hokkaido", trừ khi cần thiết để phân biệt đảo với chính quyền tỉnh.
Hokkaido là hòn đảo có diện tích lớn thứ 21 trên thế giới. Hòn đảo nhỏ hơn đảo Ireland 3,6% và lớn hơn đảo Hispaniola 6,1%. Về dân số, đây là đảo đông dân thứ 20 trên thế giới, giữa đảo Ireland và Sicilia. Dân số Hokkaido thấp hơn 4,7% so với đảo Ireland và Sicily thấp hơn 12% so với Hokkaido.
Ở phía đông, có hai khu vực (ví dụ, xung quanh Shari và Sân bay Nakashibetsu) nơi có các dải rừng hẹp khoảng gần 3 km.  Nó được thiết kế để đệm gió, đặc biệt là trong các trận bão tuyết, để bảo vệ gia súc. Nó cũng phục vụ như môi trường sống và hành lang vận chuyển cho động vật và người đi bộ.

### Hoạt động địa chấn
Giống như nhiều khu vực của Nhật Bản, Hokkaido là nơi địa chấn hoạt động. Ngoài rất nhiều trận động đất, các núi lửa sau đây vẫn được coi là hoạt động (ít nhất một lần phun trào kể từ năm 1850):
- Núi Koma
- Núi Usu và Shōwa-shinzan
- Núi Tarumae
- Núi Tokachi
- Núi Meakan

Trong năm 1993, một trận động đất có cường độ 7,7 đã tạo ra một cơn sóng thần tàn phá Okushiri làm 202 người thiệt mạng. Trận động đất có cường độ 8,3 độ richter xảy ra gần đảo vào ngày 26 tháng 9 năm 2003.
Vào ngày 6 tháng 9 năm 2018, một trận động đất có cường độ 6,6 độ ảnh hưởng đến hòn đảo; tâm chấn của nó ở gần thành phố Tomakomai.

### Vườn quốc gia và quốc lập vườn quốc gia

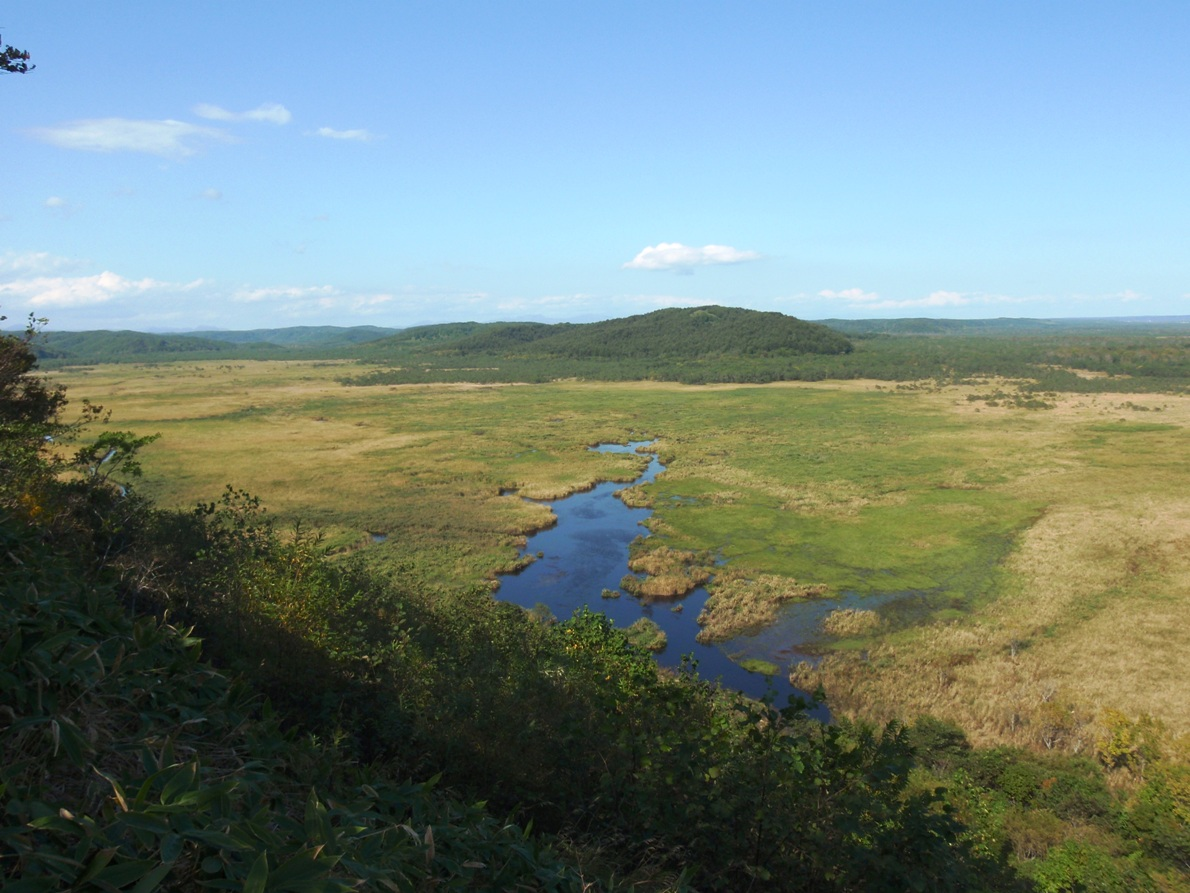
Toàn cảnh vùng đất ngập nước Kushiro

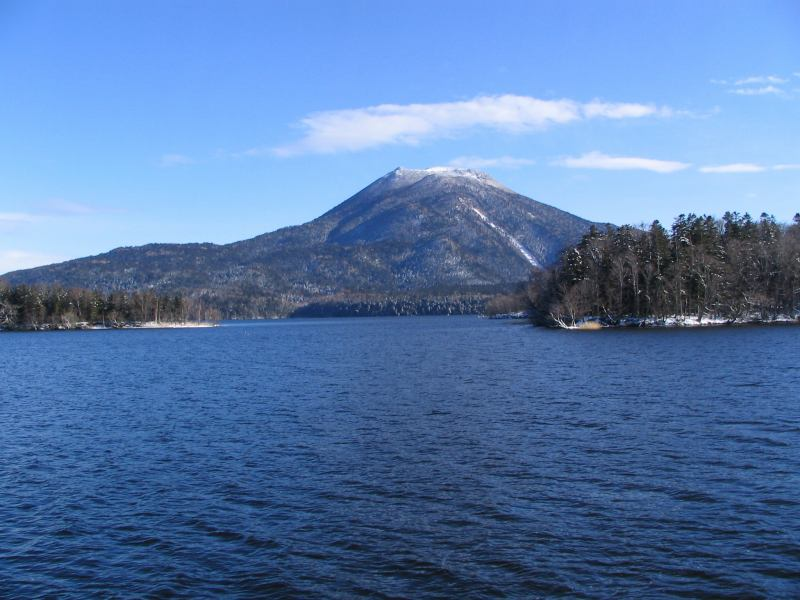
Hồ Akan và núi Meakan

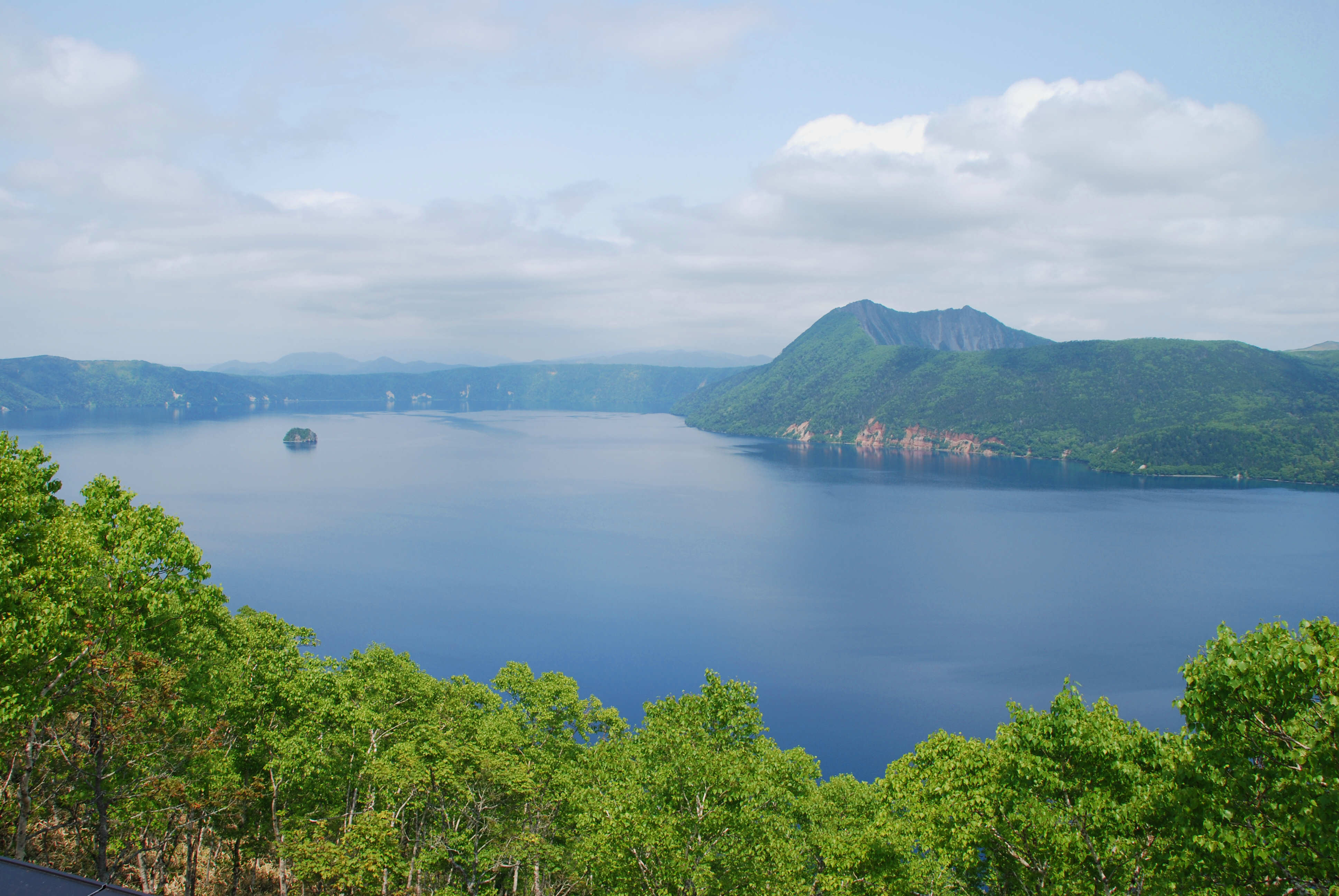
Khung cảnh hồ Mashū

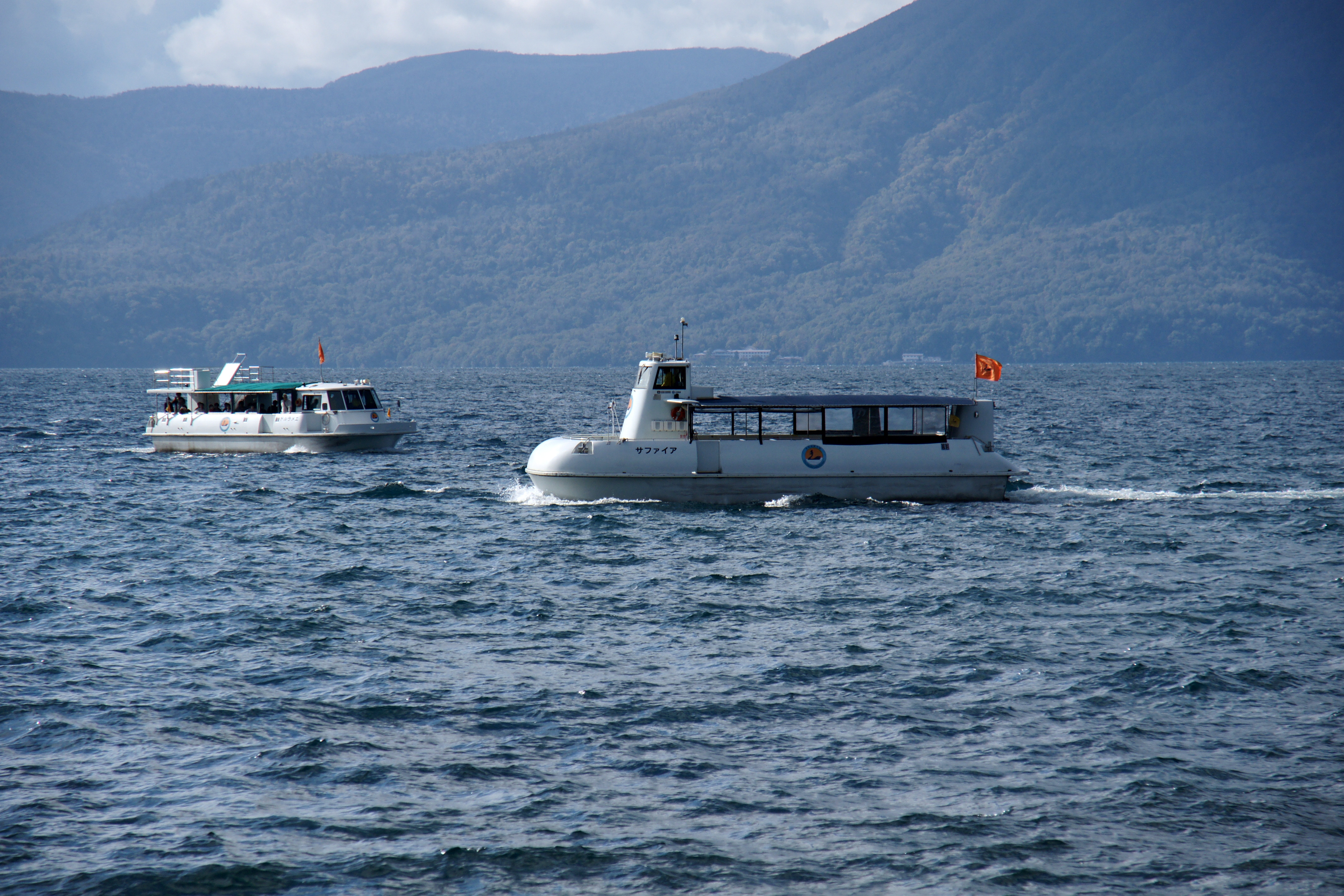
Hồ Shikotsu

Có nhiều khu rừng nguyên sinh ở Hokkaido, bao gồm:
| Vườn quốc gia Shiretoko*                 | 知床             |
| Vườn quốc gia Akan                       | 阿寒             |
| Vườn quốc gia Vùng đất ngập nước Kushiro | 釧路湿原         |
| Vườn quốc gia Daisetsuzan                | 大雪山           |
| Vườn quốc gia Shikotsu-Tōya              | 支笏洞爺         |
| Vườn quốc gia Rishiri-Rebun-Sarobetsu    | 利尻礼文サロベツ |

* được chỉ định là Di sản thế giới bởi UNESCO vào ngày 14 tháng 7 năm 2005.
| Quốc lập Vườn quốc gia Abashiri                     | 網走               |
| Quốc lập Vườn quốc gia Hidaka-Mũi Erimo             | 日高山脈襟裳       |
| Quốc lập Vườn quốc gia Biển Niseko-Shakotan-Otaru   | ニセコ積丹小樽海岸 |
| Quốc lập Vườn quốc gia Onuma                        | 大沼               |
| Quốc định Vườn quốc gia Shokanbetsu-Teuri-Yagishiri | 暑寒別天売焼尻     |

- Mười hai công viên tự nhiên tỉnh (道立自然公園). Các công viên tự nhiên của tỉnh bao gồm 146.802 ha, diện tích lớn nhất của bất kỳ tỉnh nào.[22]
  - Công viên tự nhiên Akkeshi
  - Công viên tự nhiên Esan
  - Công viên tự nhiên Furano-Ashibetsu
  - Công viên tự nhiên Hiyama
  - Công viên tự nhiên Kariba-Motta
  - Công viên tự nhiên Matsumae-Yagoshi
  - Công viên tự nhiên North Okhotsk
  - Công viên tự nhiên Nopporo Shinrin Kōen
  - Công viên tự nhiên Notsuke-Fūren
  - Công viên tự nhiên Sharidake
  - Công viên tự nhiên Shumarinai
  - Công viên tự nhiên Teshiodake

|                                             |                      | từ                            |
| ------------------------------------------- | -------------------- | ----------------------------- |
| Vườn quốc gia Vùng đất ngập nước Kushiro    | 釧路湿原             | 17-06-1980                    |
| Hồ Kutcharo                                 | クッチャロ湖         | 06-07-1989                    |
| Hồ Utonai                                   | ウトナイ湖           | 12-12-1991                    |
| Vùng đất ngập nước Kiritappu                | 霧多布湿原           | 10-06-1993                    |
| Hồ Akkeshi, Vùng đất ngập nước Bekkanbeushi | 厚岸湖・別寒辺牛湿原 | 10-06-1993, mở rộng 8-11-2005 |
| Đầm lầy Miyajima                            | 宮島沼               | 18-11-2005                    |
| Vùng đất ngập nước Uryūnuma                 | 雨竜沼湿原           | 8-11-2005                     |
| Đồng bằng Sarobetsu                         | サロベツ原野         | 8-11-2005                     |
| Hồ Tōfutsu                                  | 濤沸湖               | 8-11-2005                     |
| Hồ Akan                                     | 阿寒湖               | 8-11-2005                     |
| Bán đảo Notsuke, Vịnh Notsuke               | 野付半島・野付湾     | 8-11-2005                     |
| Hồ Fūren, Shunkunitai                       | 風蓮湖・春国岱       | 8-11-2005                     |

### Động vật hoang dã
Có ba quần thể phân loài gấu nâu Hokkaido (Ursus arctos yesoensis). Có nhiều gấu nâu ở Hokkaido hơn bất kỳ nơi nào khác ở châu Á ngoài Nga. Gấu nâu Hokkaido được tách thành ba loài riêng biệt. Chỉ có tám loài trên thế giới. Những loài trên Honshu đã chết từ lâu. Loài cây lá kim bản địa ở Bắc Hokkaido là Abies sachalinensis Loài Hydrangea hirta cũng nằm trên hòn đảo này.

## Phó tỉnh

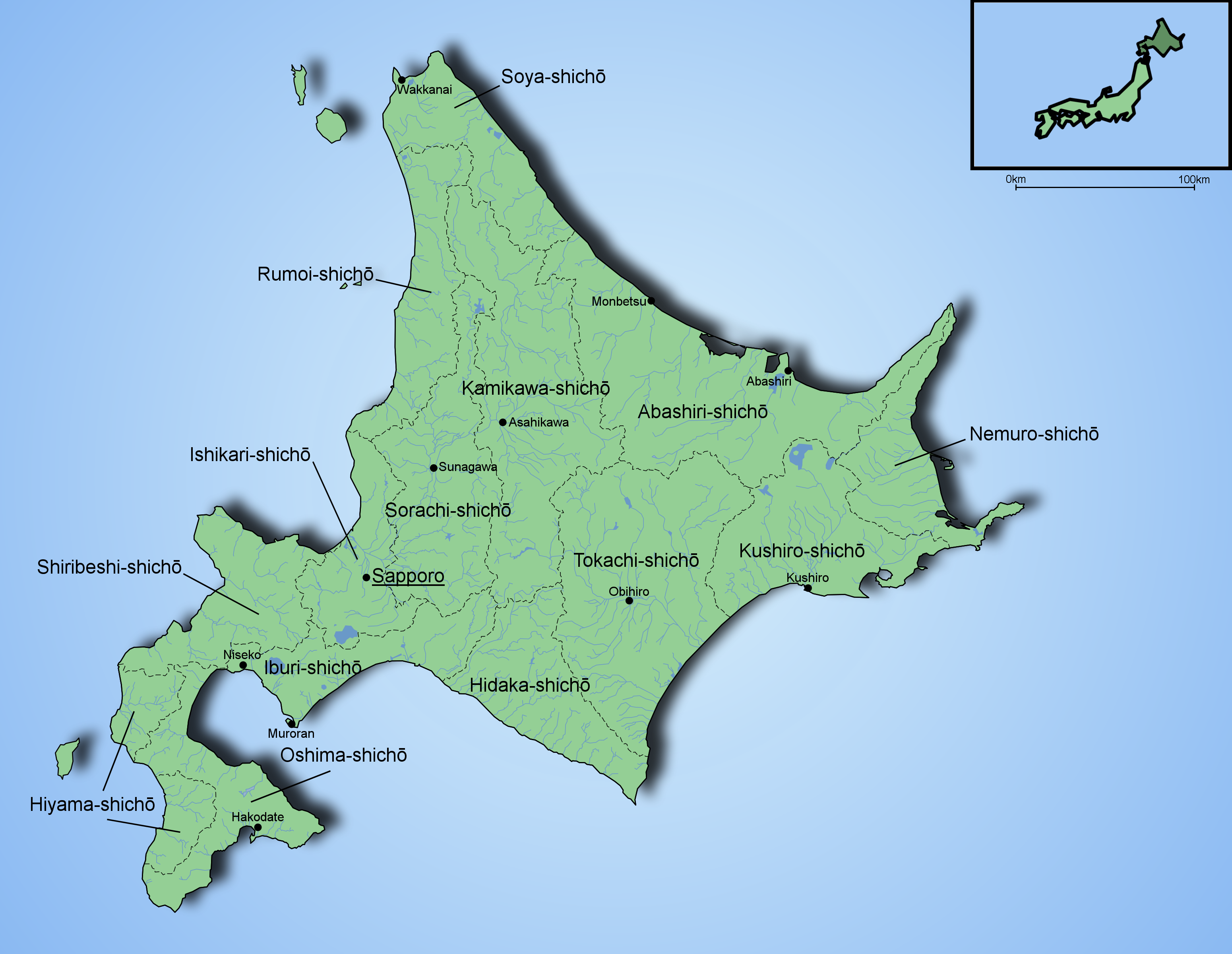
Bản đồ Hokkaido thể hiển các phó tỉnh và các thành phố chính

| 1 a 2 3 b 4 c 5 d 6 7 8 9 e (tranh chấp) |            |                      |           |                    |               |                 |                |                |                |
| Phó tỉnh | Phó tỉnh   | Tiếng Nhật           | Thủ đô    | Thành phố lớn nhất | Dân số (2009) | Diện tích (km²) | Đơn vị cấp hạt | Đơn vị cấp hạt | Đơn vị cấp hạt |
| 1 | Sorachi    | 空知総合振興局       | Iwamizawa | Iwamizawa          | 338.485       | 5.791,19        | 10 thành phố   | 14 thị trấn    |                |
| a | ↳ Ishikari | 石狩振興局           | Sapporo   | Sapporo            | 2.324.878     | 3.539,86        | 6 thành phố    | 1 thị trấn     | 1 thôn         |
| 2 | Shiribeshi | 後志総合振興局       | Kutchan   | Otaru              | 234.984       | 4.305,83        | 1 thành phố    | 13 thị trấn    | 6 thôn         |
| 3 | Iburi      | 胆振総合振興局       | Muroran   | Tomakomai          | 419.115       | 3.698,00        | 4 thành phố    | 7 thị trấn     |                |
| b | ↳ Hidaka   | 日高振興局           | Urakawa   | Shinhidaka         | 76.084        | 4.811,97        |                | 7 thị trấn     |                |
| 4 | Oshima     | 渡島総合振興局       | Hakodate  | Hakodate           | 433.475       | 3.936,46        | 2 thành phố    | 9 thị trấn     |                |
| c | ↳ Hiyama   | 檜山振興局           | Esashi    | Setana             | 43.210        | 2.629,94        |                | 7 thị trấn     |                |
| 5 | Kamikawa   | 上川総合振興局       | Asahikawa | Asahikawa          | 527.575       | 10.619,20       | 4 thành phố    | 17 thị trấn    | 2 thôn         |
| d | ↳ Rumoi    | 留萌振興局           | Rumoi     | Rumoi              | 53.916        | 3.445,75        | 1 thành phố    | 6 thị trấn     | 1 thôn         |
| 6 | Sōya       | 宗谷総合振興局       | Wakkanai  | Wakkanai           | 71.423        | 4.625,09        | 1 thành phố    | 8 thị trấn     | 1 thôn         |
| 7 | Okhotsk    | オホーツク総合振興局 | Abashiri  | Kitami             | 309.487       | 10.690,62       | 3 thành phố    | 14 thị trấn    | 1 thôn         |
| 8 | Tokachi    | 十勝総合振興局       | Obihiro   | Obihiro            | 353.291       | 10.831,24       | 1 thành phố    | 16 thị trấn    | 2 thôn         |
| 9 | Kushiro    | 釧路総合振興局       | Kushiro   | Kushiro            | 252.571       | 5.997,38        | 1 thành phố    | 6 thị trấn     | 1 thôn         |
| e | ↳ Nemuro   | 根室振興局           | Nemuro    | Nemuro             | 84.035        | 3.406,23        | 1 thành phố    | 4 thị trấn     | *              |
| * Nhật Bản tuyên bố phần phía nam của Quần đảo Kuril (Vùng lãnh thổ phương Bắc), hiện do Nga quản lý, thuộc phân khu Nemuro được chia thành sáu làng. Tuy nhiên, bảng trên không bao gồm dữ liệu của các đảo này. |            |                      |           |                    |               |                 |                |                |                |

Tính đến tháng 4 năm 2010, Hokkaido có 9 Tổng Cục Phó tỉnh (総合振興局) và 5 Cục Phó tỉnh (振興局). Hokkaido là một trong tám tỉnh của Nhật Bản có phó tỉnh (支 庁 shichō). Tuy nhiên, đây là tỉnh duy nhất trong số tám tỉnh có các văn phòng như vậy bao trùm toàn bộ lãnh thổ bên ngoài các thành phố chính (thay vì chỉ dành cho các hòn đảo xa xôi hoặc vùng sâu vùng xa). Điều này chủ yếu là do kích thước lớn của nó; nhiều phần của tỉnh chỉ đơn giản là quá xa để được Sapporo quản lý một cách hiệu quả. Các văn phòng tiểu vùng ở Hokkaido thực hiện nhiều nhiệm vụ mà các văn phòng tỉnh hoàn thành ở những nơi khác ở Nhật Bản.
Giữa năm 1869 và thời gian dẫn đến các đơn vị hành chính hiện tại, Hokkaido được chia thành các tỉnh. Xem: Các tỉnh cũ của Hokkaidō.

## Khí hậu

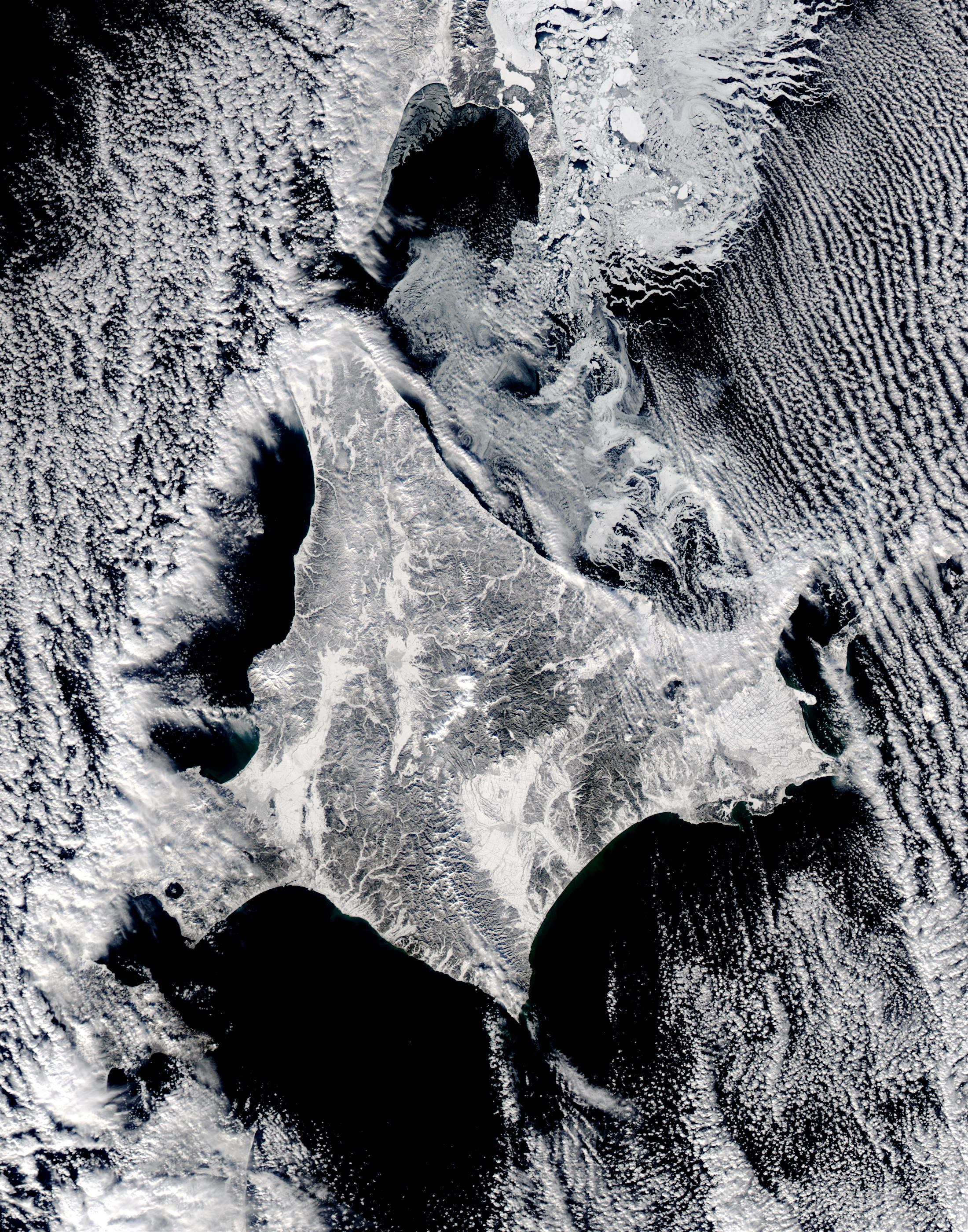
Ảnh vệ tinh Hokkaido trong mùa đông

Hokkaido được biết đến với mùa hè mát mẻ và mùa đông băng giá. Hầu hết các hòn đảo rơi vào vùng khí hậu lục địa ẩm với phân loại khí hậu Köppen là Dfb (hemiboreal) ở hầu hết các khu vực trừ Dfa (lục địa nóng ẩm mùa hè) ở một số vùng đất thấp nội địa. Nhiệt độ trung bình vào tháng 8 là từ 17˚C đến 22˚C trong khi nhiệt độ trung bình của tháng 1 là -12˚C đến -4˚C tùy theo độ cao và khoảng cách đến bờ biển, mặc dù nhiệt độ ở phía tây của đảo có xu hướng ấm hơn một chút so với phía đông. Nhiệt độ cao nhất từng được ghi nhận là 39,5˚C vào ngày 26 tháng 5 năm 2019.
Phần phía bắc của Hokkaido có kiểu quần xã taiga với tuyết rơi đáng kể. Tuyết rơi rất khác nhau, từ 11 mét trên những ngọn núi nằm sát biển Nhật Bản xuống khoảng 1,8 mét trên bờ biển Thái Bình Dương. Hòn đảo có xu hướng có những cơn bão tuyết khiến các vùng bị cô lập do những trận tuyết kéo dài, trái ngược với những cơn mưa liên tục ở khu vực Hokuriku. Tổng lượng mưa thay đổi từ 1.600 mm ở vùng núi của bờ biển Nhật Bản đến khoảng 800 mm (thấp nhất ở Nhật Bản) trên bờ biển Okhotsk và vùng đất thấp nội địa và lên tới khoảng 1.100 mm ở phía Thái Bình Dương.
Không giống như các đảo chính khác của Nhật Bản, Hokkaido thường không bị ảnh hưởng của mùa mưa vào tháng 6-7 và không có khí hậu nóng ẩm điển hình của mùa này. Do khí hậu điển hình, mùa hè trên đảo quấn hút các du khách khắp Nhật Bản.
Trong mùa đông, những bông tuyết lâu cứng và một số ngọn núi ở Hokkaido khiến cho nơi đây trở thành nơi thi đấu thể thao mùa đông tốt nhất ở Nhật Bản. Tuyết thường bắt đầu rơi từ những vùng cự đông vào tháng 1 và những khu trượt tuyết như Niseko, Furano, Rusutsu thường hoạt động từ tháng 12 đến tháng 4. Hokkaido đánh dấu mùa đông với Lễ hội tuyết Sapporo. Vào mùa đông, các tuyến hàng hải trên biển Okhotsk thường khá phức tạp vì có những tảng băng trội bị vỡ vụn đến từ Bán đảo Kamchatka. Với gió mạnh xuất hiện suốt mùa đông, các hoạt động hàng hải và hàng không cùng ngành du lịch tại bờ biển phía bắc Hokkaido thường được tạm dừng ngoài bờ biển phía bắc Hokkaido. Các cảng trên Thái Bình Dương và biển Nhật Bản thường quanh năm không có băng, mặc dù hầu hết các con sông đóng băng trong mùa đông.

## Các thành phố và thị trấn lớn

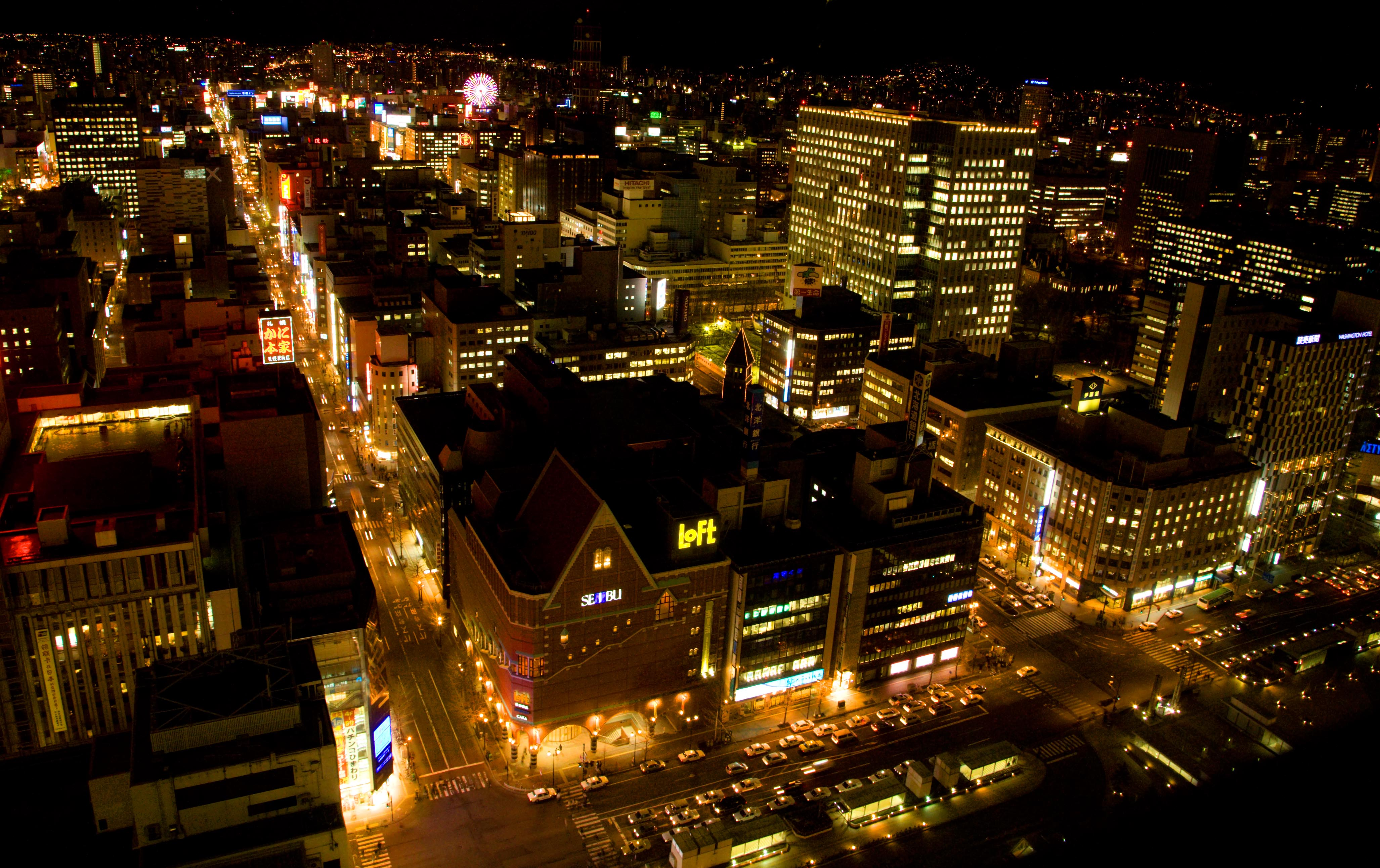
Thành phố lớn nhất của Hokkaido, Sapporo

Sapporo vừa là thành phố lớn nhất cũng là trung tâm hành chính của Hokkaido. Hòn đảo có hai thành phố nòng cốt: Hakodate ở phía nam và Asahikawa ở khu vực miền trung. Các trung tâm dân số quan trọng khác bao gồm Rumoi, Iwamizawa, Kushiro, Obihiro, Kitami, Abashiri, Wakkanai, và Nemuro.

## Hình ảnh

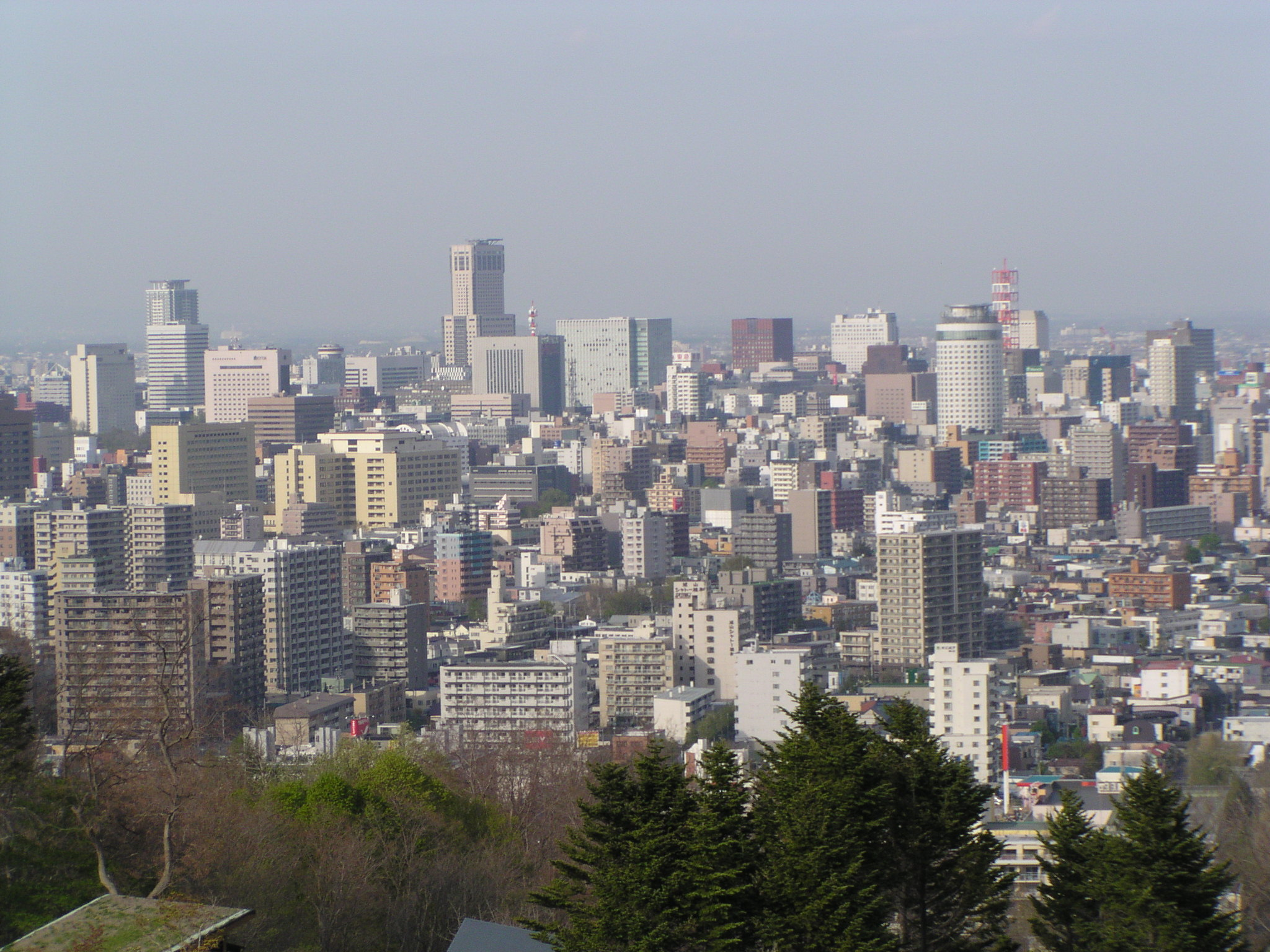
Sapporo City
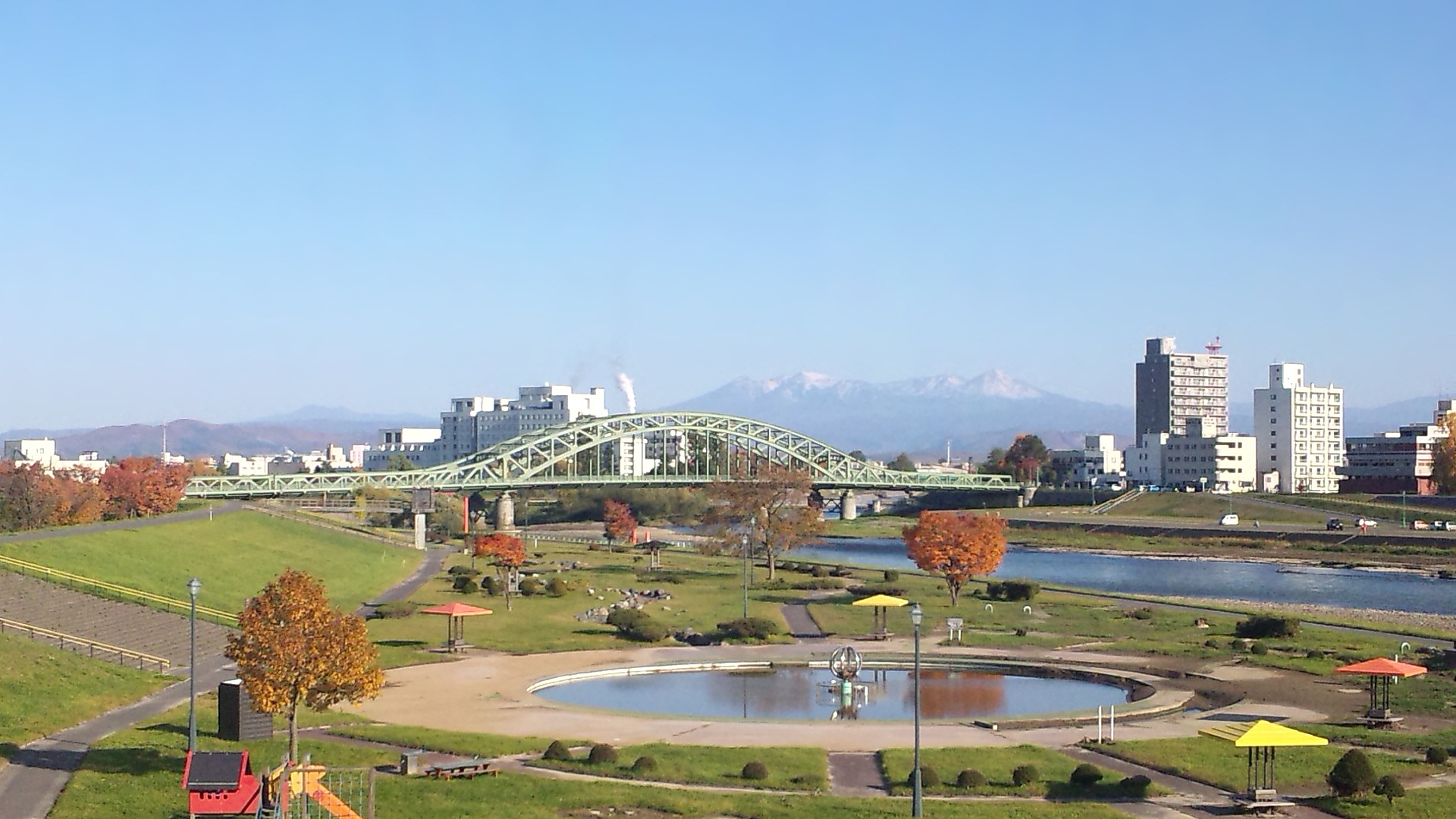
Asahikawa
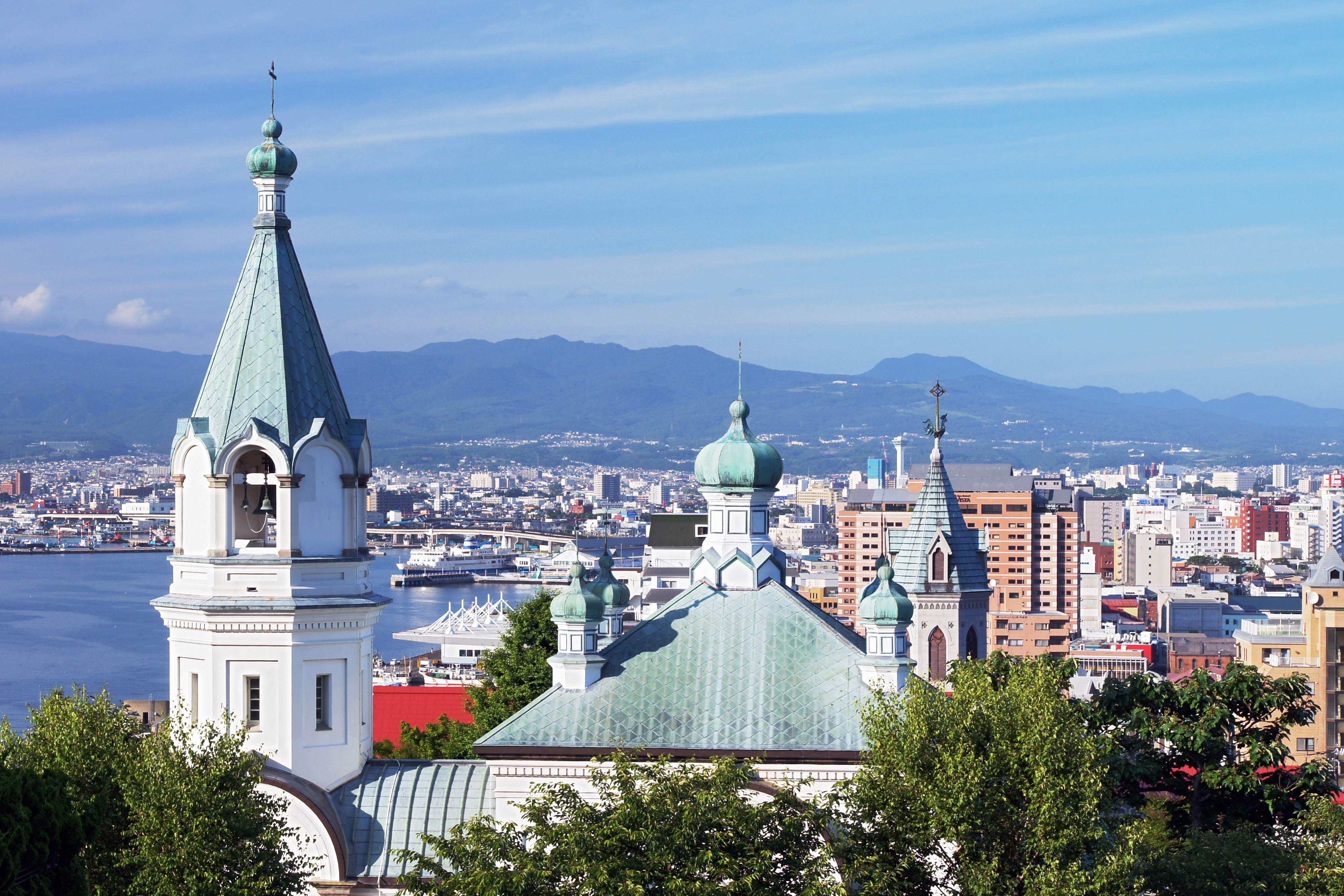
Hakodate
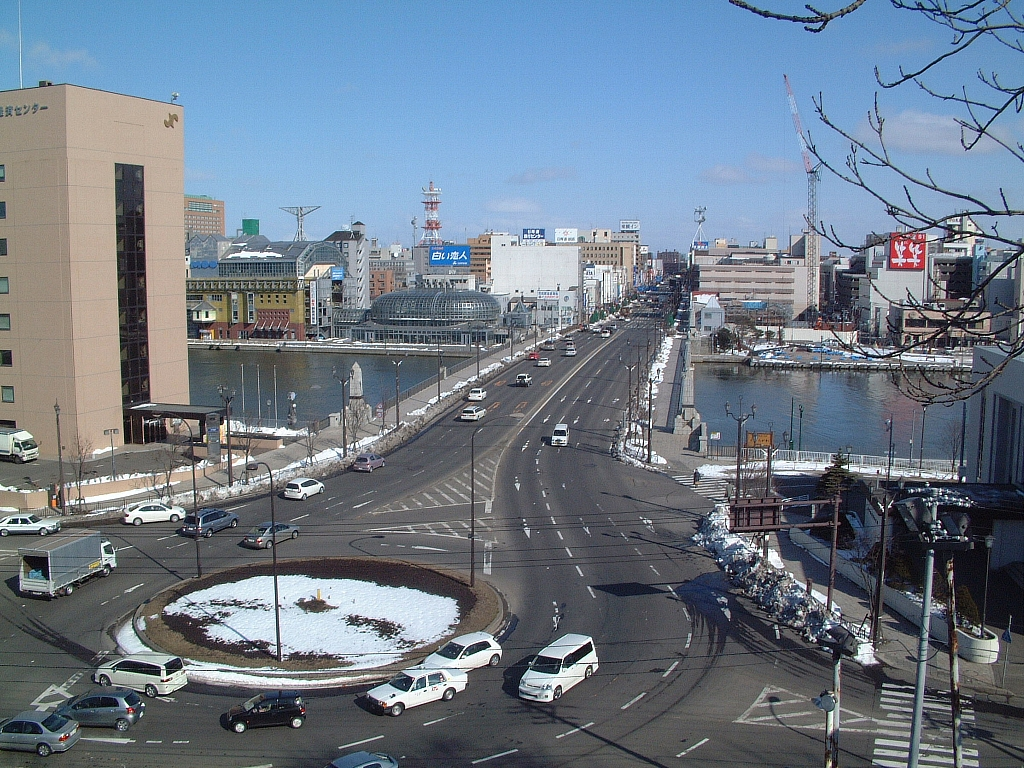
Kushiro
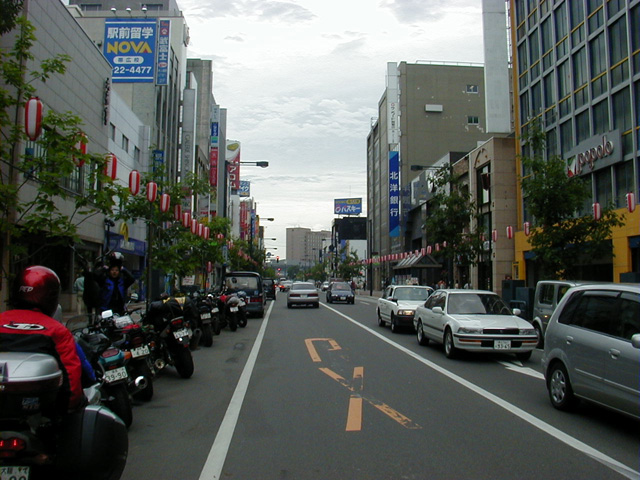
Obihiro
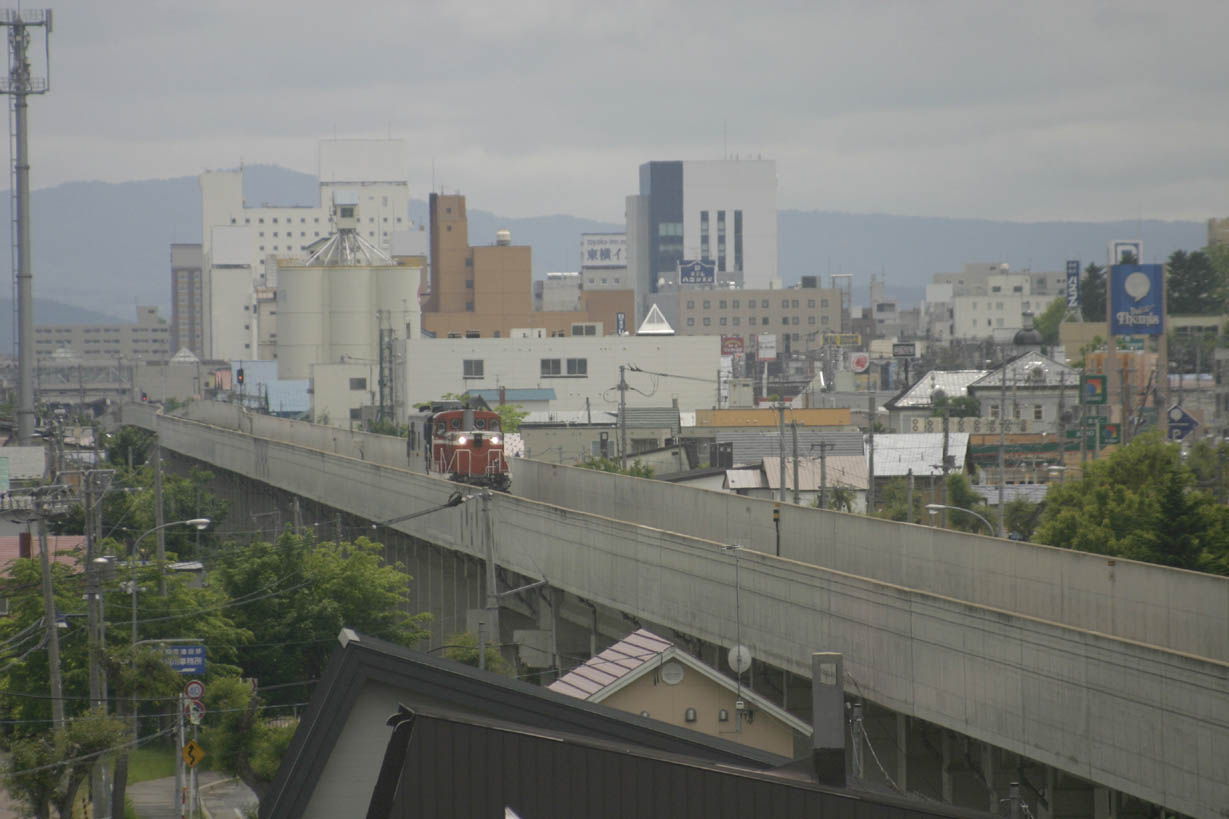
Kitami
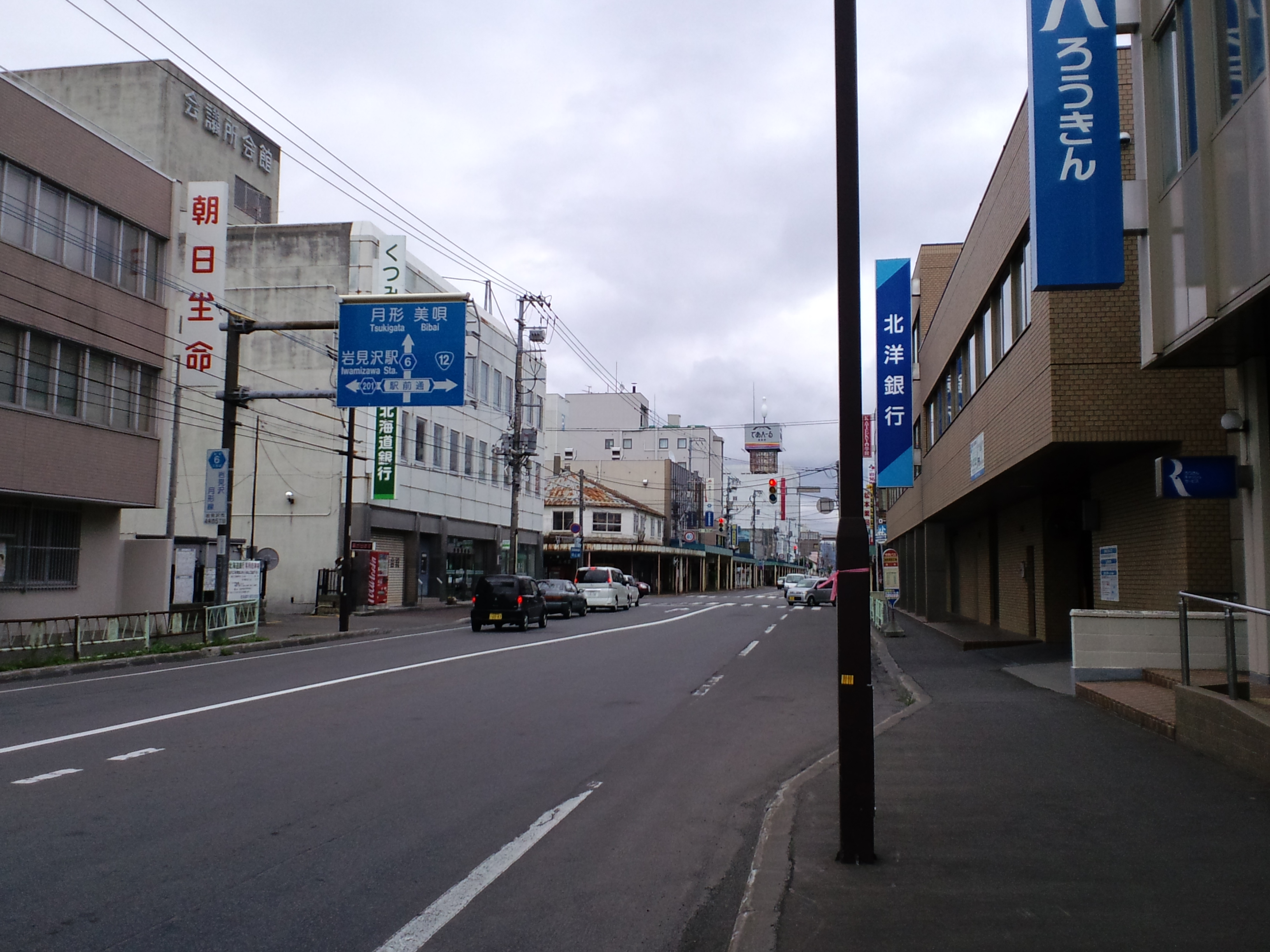
Iwamizawa
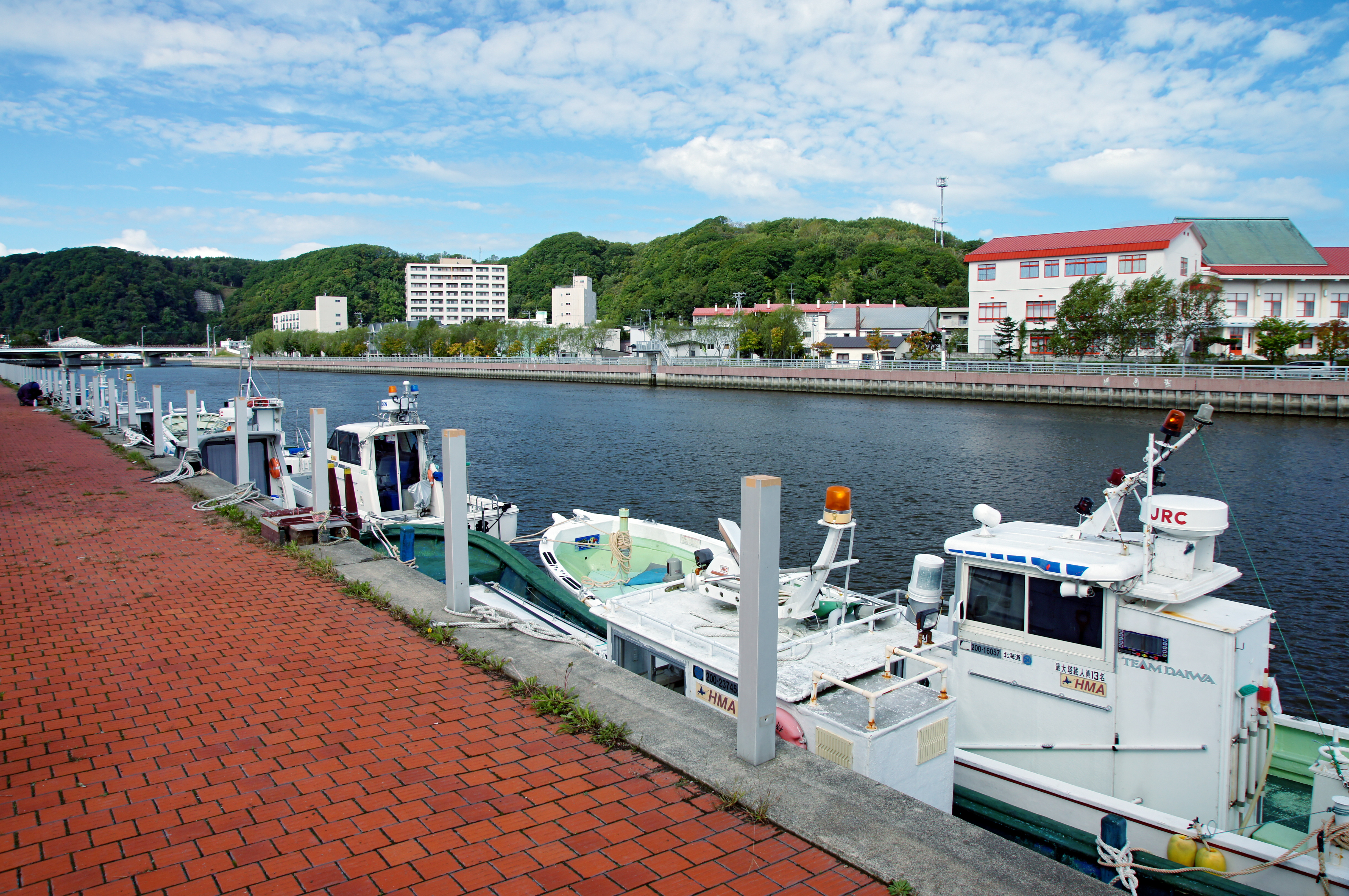
Abashiri
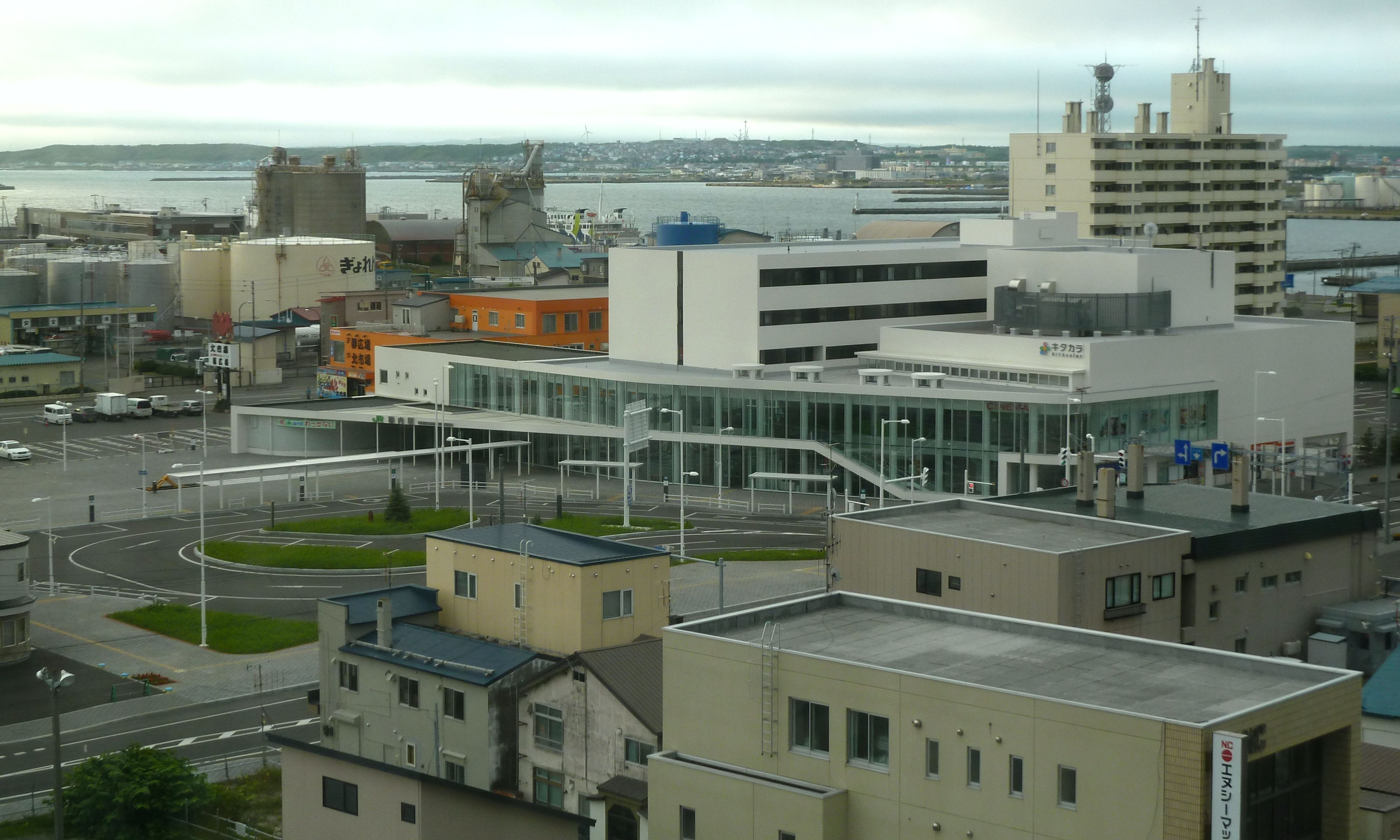
Wakkanai
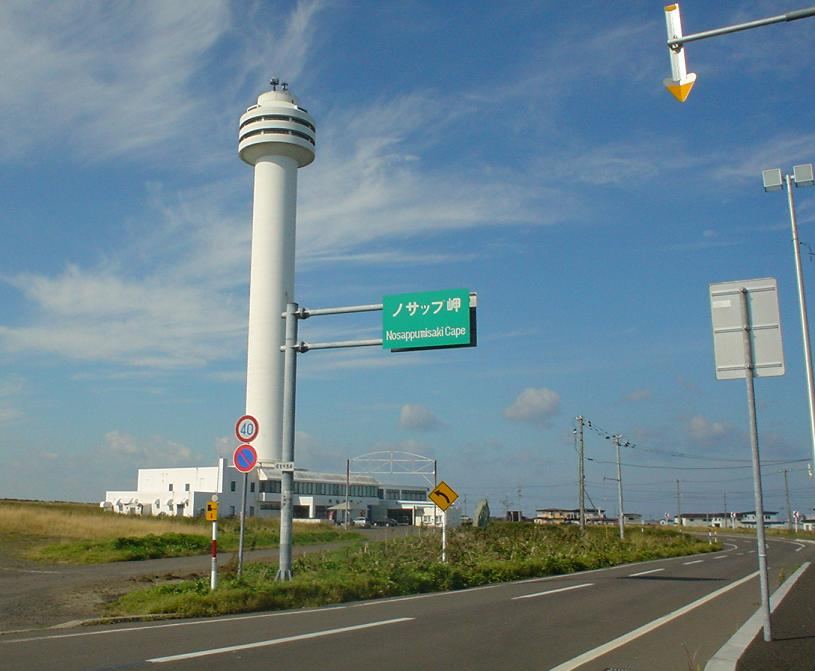
Nemuro
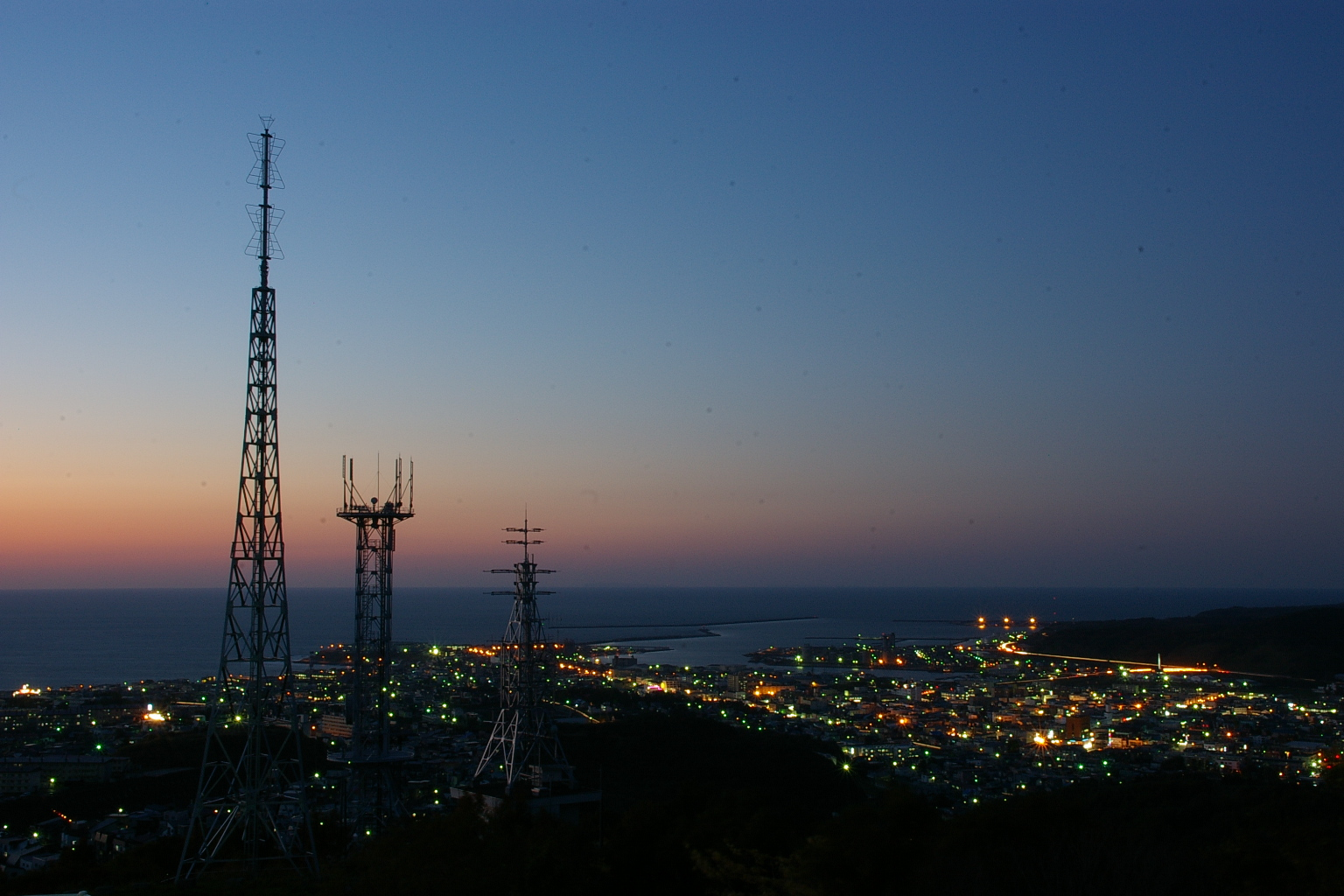
Rumoi

## Kinh tế

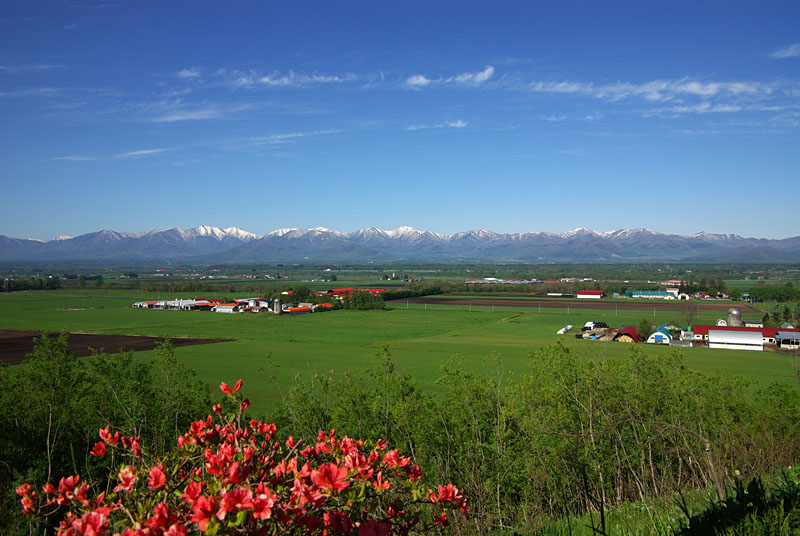
Trang trại lớn của đồng bằng Tokachi

Mặc dù có một số ngành công nghiệp nhẹ (đáng chú ý nhất là các ngành nghiền bột giấy, sản xuất bia) hầu hết dân cư làm việc trong ngành dịch vụ. Năm 2001, ngành dịch vụ và công nghiệp không khói đóng góp hơn ¾ trong Tổng thu nhập quốc nội (GDP) của tỉnh.
Tuy nhiên, nông nghiệp và các ngành công nghiệp chính có vai trò lớn trong kinh tế Hokkaido. Hokkaido chiếm gần ¼ đất trồng trọt của Nhật Bản. Tỉnh đứng thứ 5 về sản lượng nông sản, gồm lúa mì, đỗ tương (đậu nành), khoai tây, củ cải đường, hành tây, bí ngô, ngô, sữa tươi và thịt bò. Hokkaido cũng chiếm 22% diện tích rừng của Nhật Bản với ngành lâm nghiệp phát triển. Tỉnh cũng là địa phương đứng đầu trong cả nước về sản lượng đánh bắt và nuôi trồng thủy sản.
Du lịch là một ngành quan trọng, đặc biệt là vào mùa hè mát mẻ khi du khách bị thu hút vào không gian mở của Hokkaido từ những vùng nóng hơn và ẩm ướt hơn của Nhật Bản và các nước châu Á khác. Trong mùa đông, trượt tuyết và các môn thể thao mùa đông khác đưa khách du lịch khác đến đây và thu hút những du khách quốc tế ngày càng nhiều đến đảo.
Khai thác than đóng một vai trò quan trọng trong sự phát triển công nghiệp của Hokkaido. Các thành phố như Muroran chủ yếu phát triển nguồn cung cấp than cho phần còn lại của quần đảo.

## Giao thông
Tuyến đường duy nhất nối đảo với phần còn lại của Nhật Bản là Đường hầm Seikan. Hầu hết du khách đến đảo bằng máy bay. Sân bay chính của Hokkaido là Sân bay Chitose mới ở Chitose sát phía nam của Sapporo. Tokyo-Chitose là một trong 10 đường bay bận rộn nhất thế giới, với 45 chuyến khứ hồi thuộc 4 hãng hàng không mỗi ngày. Một trong các hãng đó là Air Do được đặt tên từ Hokkaido. Hokkaido có thể tới bằng phà từ Sendai, Niigata và một số thành phố khác, tuyến phà đến Tokyo chỉ chuyên chở hàng hóa. Hokkaido Shinkansen đưa hành khách từ Tokyo đến Hakodate trong hơn bốn giờ. 
Bên trong Hokkaido, có một mạng lưới đường sắt khá phát triển (xem Công ty đường sắt Hokkaidō), nhưng nhiều thành phố chỉ có thể đến bằng đường bộ.
Hokkaido là quê hương của một trong ba Đường Melody của Nhật Bản, phát nhạc qua các rãnh dưới đất.
Các tuyến đường sắt than được xây dựng xung quanh Sapporo và Horonai vào cuối thế kỷ 19, theo lời khuyên của kỹ sư người Mỹ Joseph Crawford.

## Giáo dục
Ủy ban Giáo dục Hokkaido giám sát các trường công lập (trừ trường cao đẳng và đại học) ở Hokkaido. Các trường tiểu học và trung học cơ sở (trừ trường cấp 2 Hokkaido Noboribetsu Akebi và các trường trực thuộc Đại học Giáo dục Hokkaido) được điều hành bởi các thành phố, và các trường trung học phổ thông công lập được điều hành bởi hội đồng tỉnh hoặc thành phố.
Hokkaido có 37 trường đại học (7 cấp quốc gia, 5 cấp địa phương và 25 trường tư), 34 trường cao đẳng và 5 học viện kỹ thuật (4 cấp quốc gia và 1 cấp địa phương). Các trường đại học cấp quốc gia tại Hokkaido là:
- Đại học Hokkaido (tên cũ Cao đẳng Nông nghiệp Sapporo)[31]
- Đại học Giáo dục Hokkaido
- Học viện Công nghiệp Muroran
- Đại học Thương mại Otaru
- Đại học Nông nghiệp và Thú y Obihiro
- Học viện Y tế Asahikawa
- Học viện Công nghệ Kitami

Chính phủ Hokkaido điều hành Đại học Y Sapporo, một trường y ở thành phố Sapporo.

## Thể thao
Thế vận hội Mùa đông 1972 tổ chức ở Sapporo.
Các đội thể thao được liệt kê dưới đây có trụ sở tại Hokkaido.

### Bóng bầu dục Mỹ
- Hiệp hội bầu dục Mỹ Hokkaido

### Bóng đá
- Hokkaido Consadole Sapporo (Sapporo)

### Bóng chày
- Hokkaido Nippon-Ham Fighters (Sapporo)

### Bóng rổ
- Levanga Hokkaido (Sapporo) Giải bóng rổ Nhật Bản (JBL)

### Khúc côn cầu trên băng
- Nippon Paper Cranes (Kushiro)
- Oji Eagles (Tomakomai)

## Lễ hội mùa đông
- Lễ hội tuyết Sapporo
- Lễ hội băng Asahikawa
- Lễ hội băng Sōunkyō
- Big Air – cuộc thi trượt tuyết tự do

## Địa phương hữu nghị
Hokkaido có quan hệ hữu nghị với một số tỉnh, bang và các thực thể khác trên toàn thế giới.
- Alberta, Canada, từ 1980[33][34]
- Hắc Long Giang, Cộng hòa Nhân dân Trung Hoa, từ 1980[33]
- Massachusetts, Hoa Kỳ, từ 1988[33][35]
- Sakhalin, Nga, từ 1998[33]
- Busan, Hàn Quốc, từ 2005
- Gyeongsangnam-do, Hàn Quốc, từ 2006
- Chiang Mai, Thái Lan, since 2013[36]
- Thimphu, Bhutan

Tính đến tháng 1 năm 2014, 74 khu vực đô thị tự trị tại Hokkaido có hiệp định hữu nghị với 114 thành phố tại 21 quốc gia khác nhau trên thế giới.

## Chính trị

### Thống đốc
Thống đốc Hokkaido hiện tại là Naomichi Suzuki, giành được nhiệm kỳ thứ 5 trong cuộc bầu cử thống đốc năm 2019. Trước năm 1983, quyền thống trị thuộc về Đảng Dân chủ Tự do do Naohiro Dōgakinai và Kingo Machimura đứng đầu trong 24 năm. Trong cuộc bầu cử năm 1971 khi Machimura nghỉ hưu, ứng cử viên xã hội Shōhei Tsukada đã thua Dōgakinai chỉ với 13.000 phiếu bầu;

### Hội đồng
Hội đồng Hokkaido có 101 thành viên từ 47 khu vực bầu cử. Tính đến ngày 30 tháng 4 năm 2015, tổ chức LDP chiếm đa số với 51 ghế, DPJ - có 26 thành viên. Các nhóm khác là Hokkaidoaidō Yūshikai của Tân Đảng Daichi với mười hai ghế, Đảng Công minh với tám ghế và Đảng Cộng sản Nhật Bản với bốn ghế thành viên. Các cuộc bầu cử chung cho hội đồng Hokkaido tổ chức cùng với các cuộc bầu cử thống đốc trong các cuộc bầu cử địa phương thống nhất (vòng cuối cùng: Tháng 4 năm 2015).

## Xem thêm

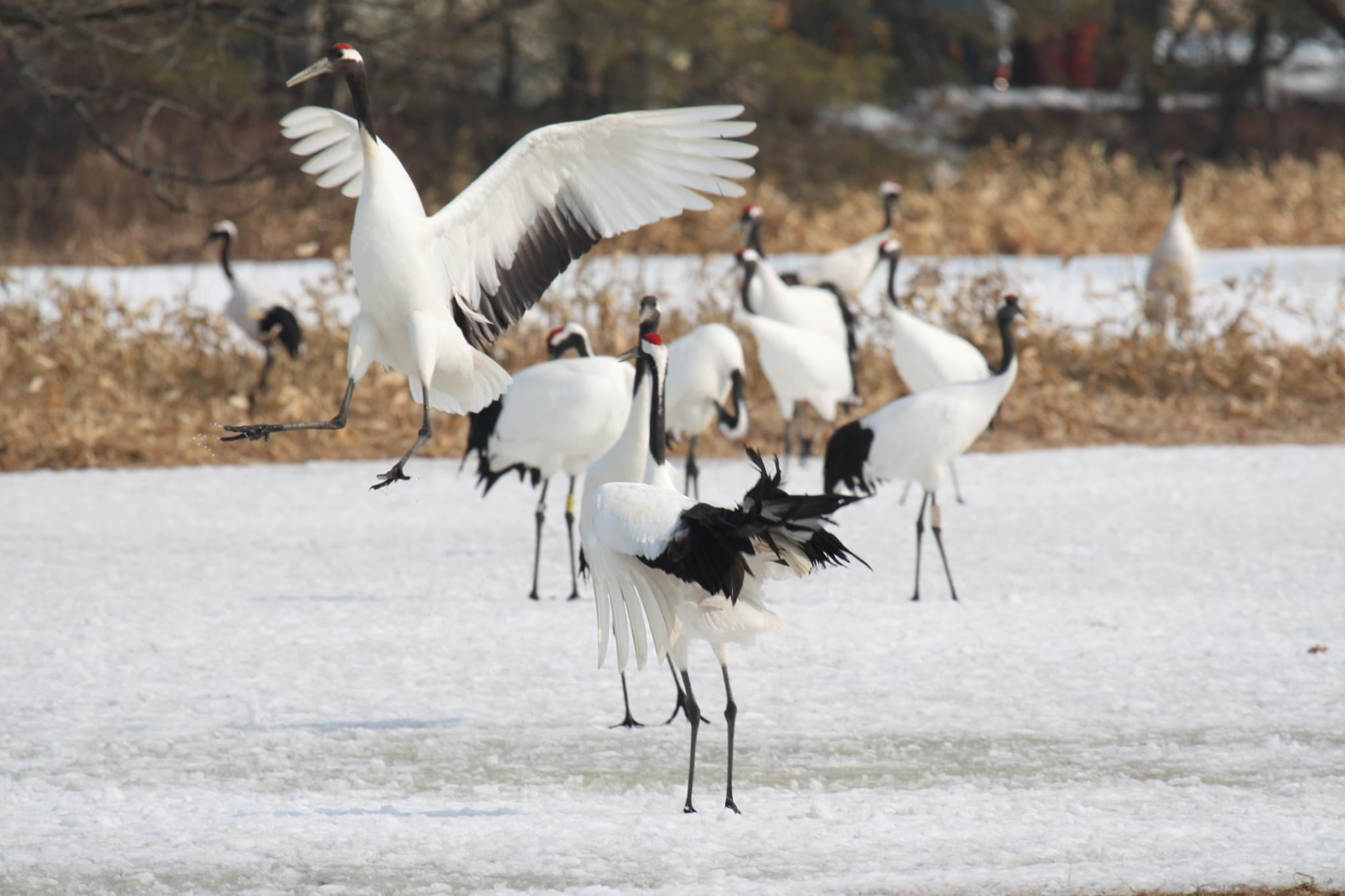
Sếu Nhật Bản ở Hokkaido